# Seznam francouzských fotografek
Toto je seznam francouzských fotografek, které se ve Francii narodily nebo jejichž díla jsou s touto zemí úzce spojena.

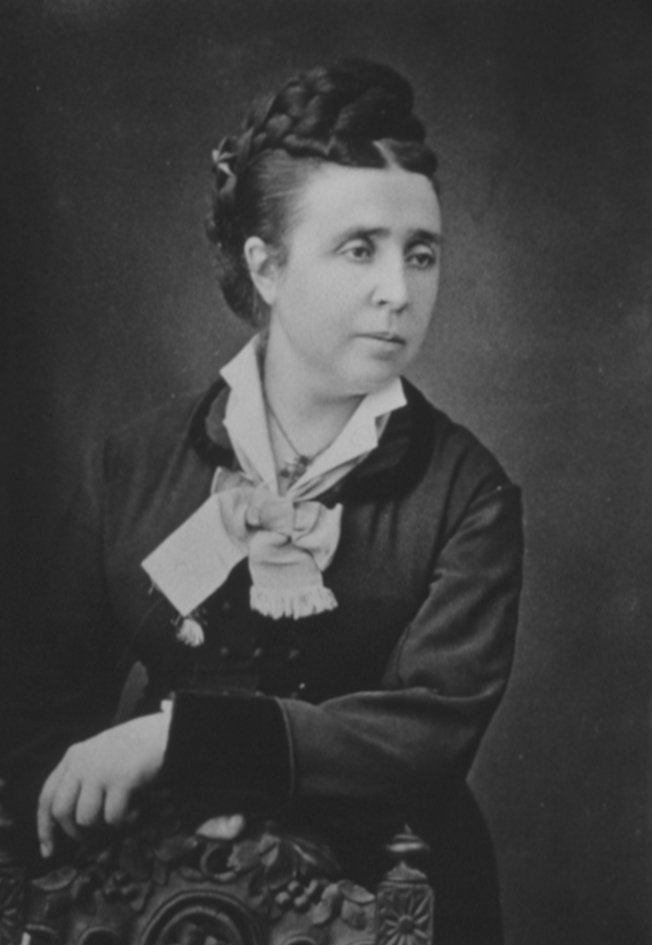
Marie-Lydie Cabanisová Bonfilsová (1837–1918), první profesionální fotografka na Blízkém východě, manželka Félixe Bonfilse

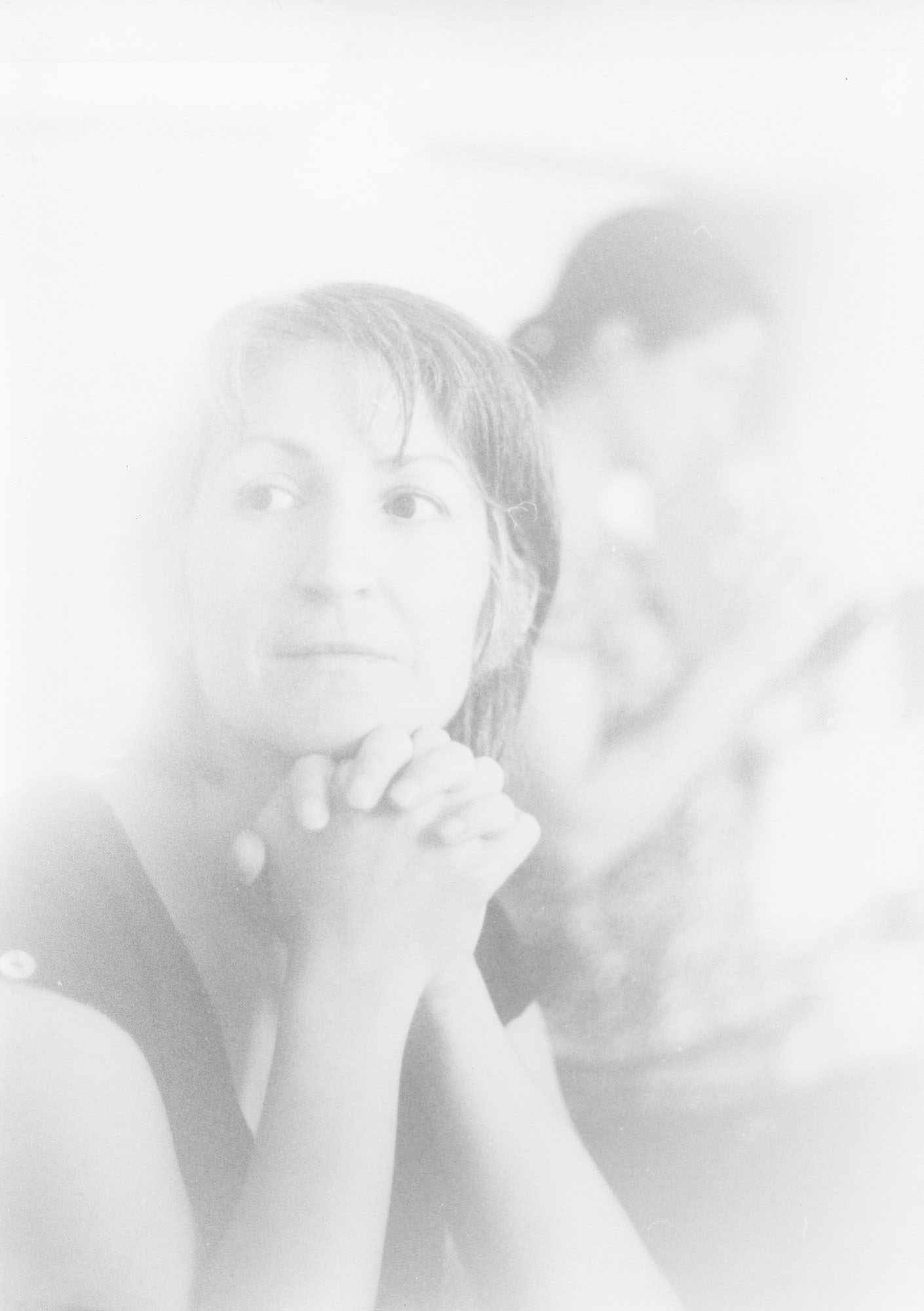
Kate Polinová (* 1967), umělecká portrétní fotografka

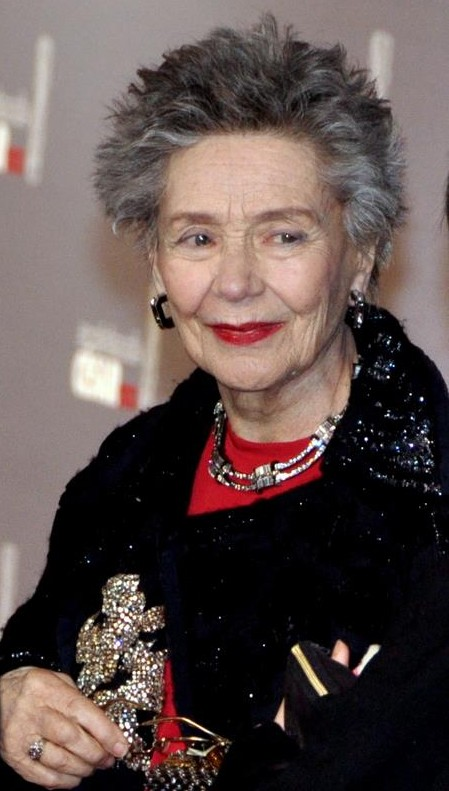
Emmanuelle Riva (1927–2017), především herečka, ale také známá a publikovaná fotografka

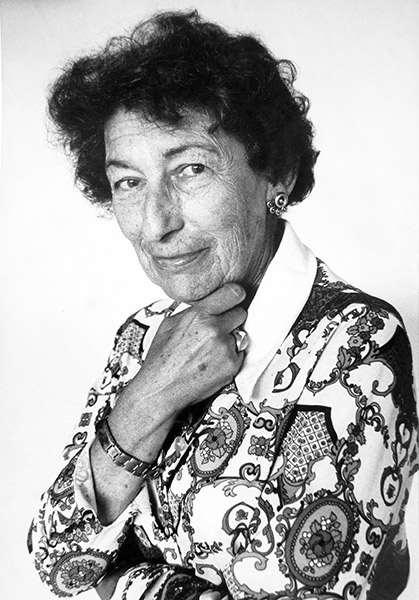
Gisèle Freundová (1908–2000), německého původu, známá dokumentární fotografií a portréty spisovatelů a umělců

## A
- Afsaneh Afkhami (* 1961)
- Leila Alaoui (1982–2016), francouzsko-marocká fotografka
- Laure Albin-Guillotová (1879–1962)
- Romy Alizée (* 1989)
- Marie Amarová (* 1962)
- Angie Anakisová (* 1955)
- Rogi André (1900–1970), francouzská fotografka maďarského původu
- Angélique (* 1957), sochařka a fotografka
- Catherine Anne (* 1960), herečka, spisovatelka a fotografka
- Valérie Archeno (aktivní od roku 2000)
- Anne Artigau (* 1957)
- Florence At (* 1972)
- Jane Evelyn Atwoodová (* 1947), americká dokumentární fotografka, od roku 1971 žije v Paříži, sleduje skupiny lidí nebo jednotlivce hlavně na okraji společnosti

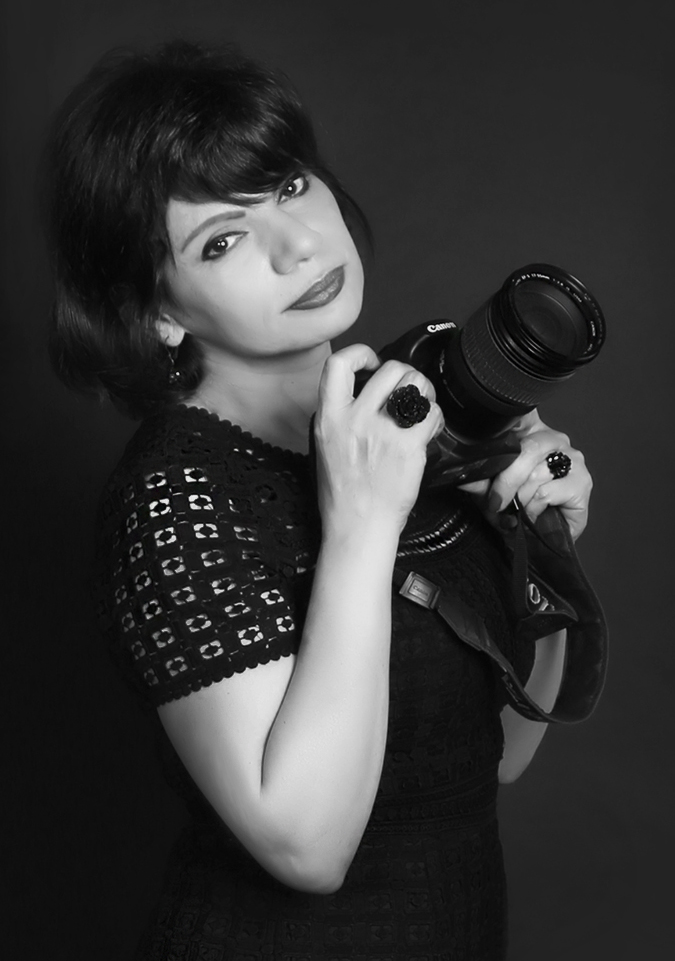
Afsaneh Afkhami (* 1961)
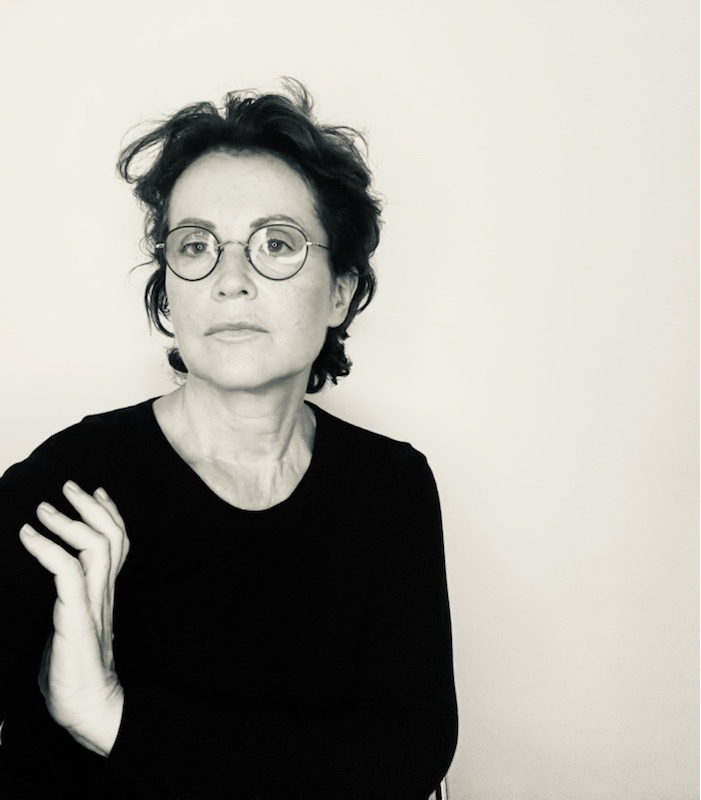
Marie Amarová (* 1962)
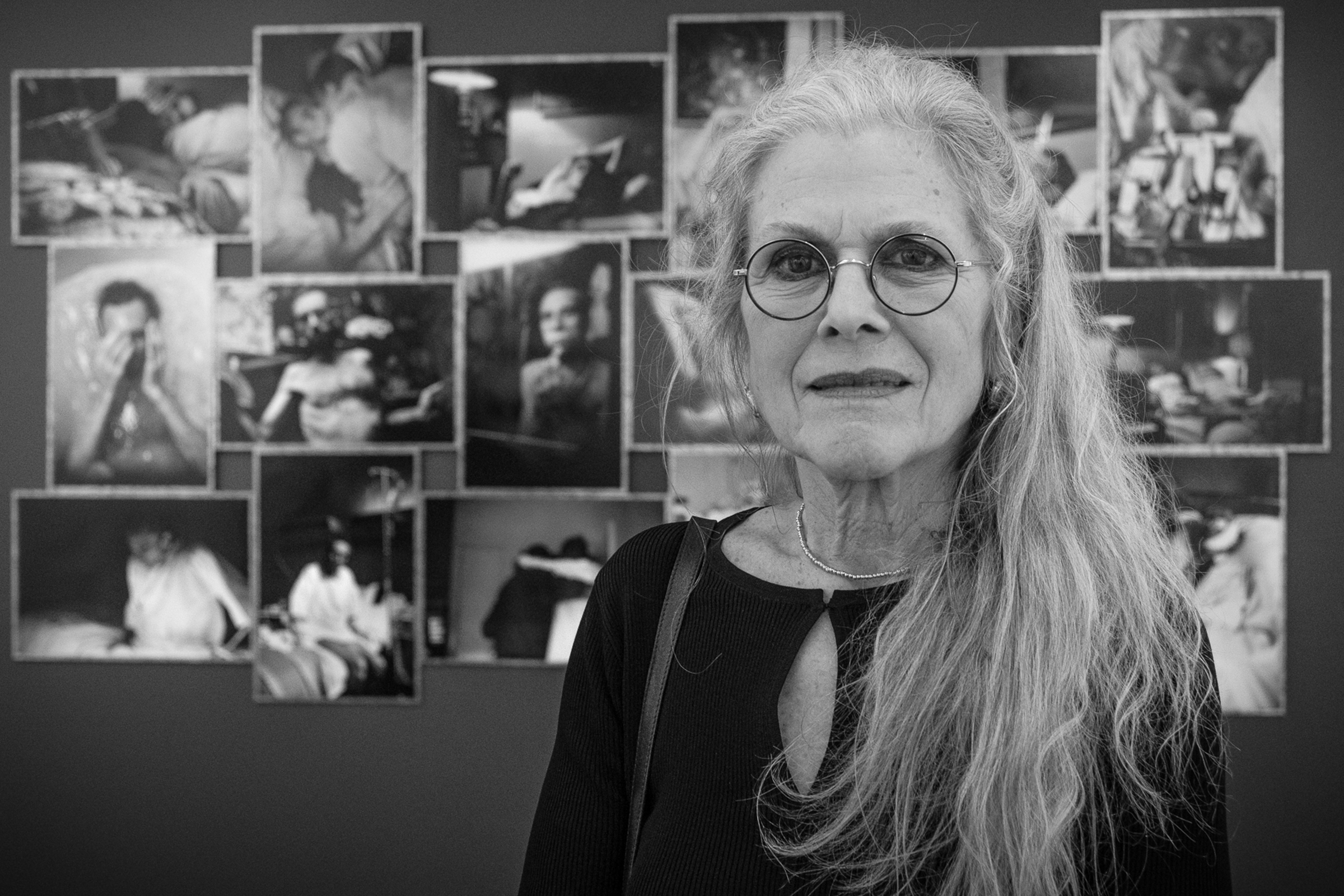
Jane Evelyn Atwoodová (* 1947), americká dokumentární fotografka, od roku 1971 žije v Paříži, sleduje skupiny lidí nebo jednotlivce hlavně na okraji společnosti

## B
- Delphine Balley (* 1974)
- Hélène Bamberger (* 1956)
- Ina Bandy (1903–1973), ruská fotografka aktivní ve Francii
- Jeanne-Marie Barbey (1876–1960)
- Yto Barrada (* 1971)
- Martine Barratová (* 1943), se sídlem v New Yorku od začátku 80. let fotografovala černochy v Harlemu
- Fabienne Barre (* 1950), zaměřuje se na krajinu a její proměny, skutečné či imaginární, a na ženské tělo prostřednictvím jeho proměn – ať už zvolených, nebo nucených
- Christiane Barrierová (* 1948)
- Sophie Bassoulsová (* 1936), vedla fotografické oddělení časopisů L’Express a Le Figaro Littéraire a zpravodajsky pokrývala literární scénu pro agenturu Sygma. Během let tak vytvořila mimořádně bohatý archiv portrétů spisovatelů a umělců.
- Claude Batho (1935–1981), pořizovala podrobné snímky svého domova a seriál o zahradě Clauda Moneta v Giverny
- Catherine Beaugrandová (* 1953)
- Valérie Belinová (* 1964), její fotografie si pohrávají s rozlišením mezi iluzí a realitou
- Carole Bellaïche (* 1964)
- Denise Bellonová (1902–1999)
- Dorine Berdoy (aktivní 1967)
- Jeanne Bertrandová (1880–1957)
- Chris Besserová (* 1940), malířka a fotografka
- Alice Bommerová (1923–2004)
- Marie-Lydie Cabanisová Bonfilsová (1837–1918), první profesionální fotografka na Blízkém východě, manželka Félixe Bonfilse
- Agnès Bonnot (* 1949), herečka a fotografka
- Yaël Boon (* 1980), francouzsko-švýcarská herečka a fotografka
- Danièle Boone (aktivní od roku 1980)
- Zoulikha Bouabdellah (* 1977), fotografka narozená v Rusku
- Amanda Bouchenoire (* 1977)
- Véronique Boudier (* 1961)
- Alexandra Boulat (1962–2007), fotoreportérka a spoluzakladatelka VII Photo Agency
- Sophie Boursatová (* 1959)
- Adeline Boutain (1862–1946), fotografka, vydavatelka pohlednic
- Virginie Boutin (* 1980), fotografka a spisovatelka
- Marie Bovo (* 1967)
- Marie-France Boyer (* 1942), francouzská novinářka, autorka knih o zahradách, turistice a publikací pro děti
- Michèle Brabo (1916–2013), herečka a fotografka
- Sophie Bramly (* 1959), fotografka, novinářka, televizní producentka, filmová režisérka
- Emmanuelle Brissonová (aktivní od roku 2010)
- Anne Brochardová (1844–1928)
- Antoinette Bugette (1825–1902), působila v ateliérech v polovině 60. let 19. století v Paříži
- Augustine Bulteau (1860–1922), novinářka, prozaička a fotografka

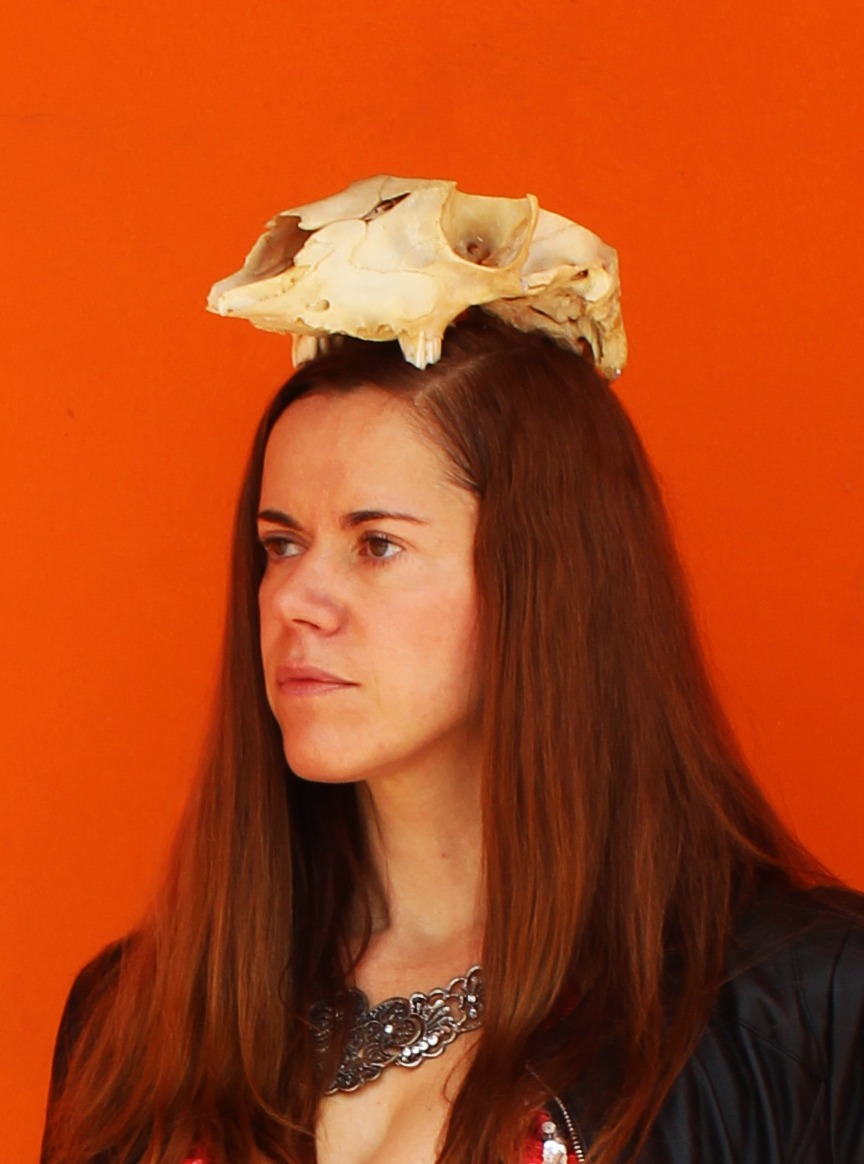
Amanda Bouchenoire (* 1977)
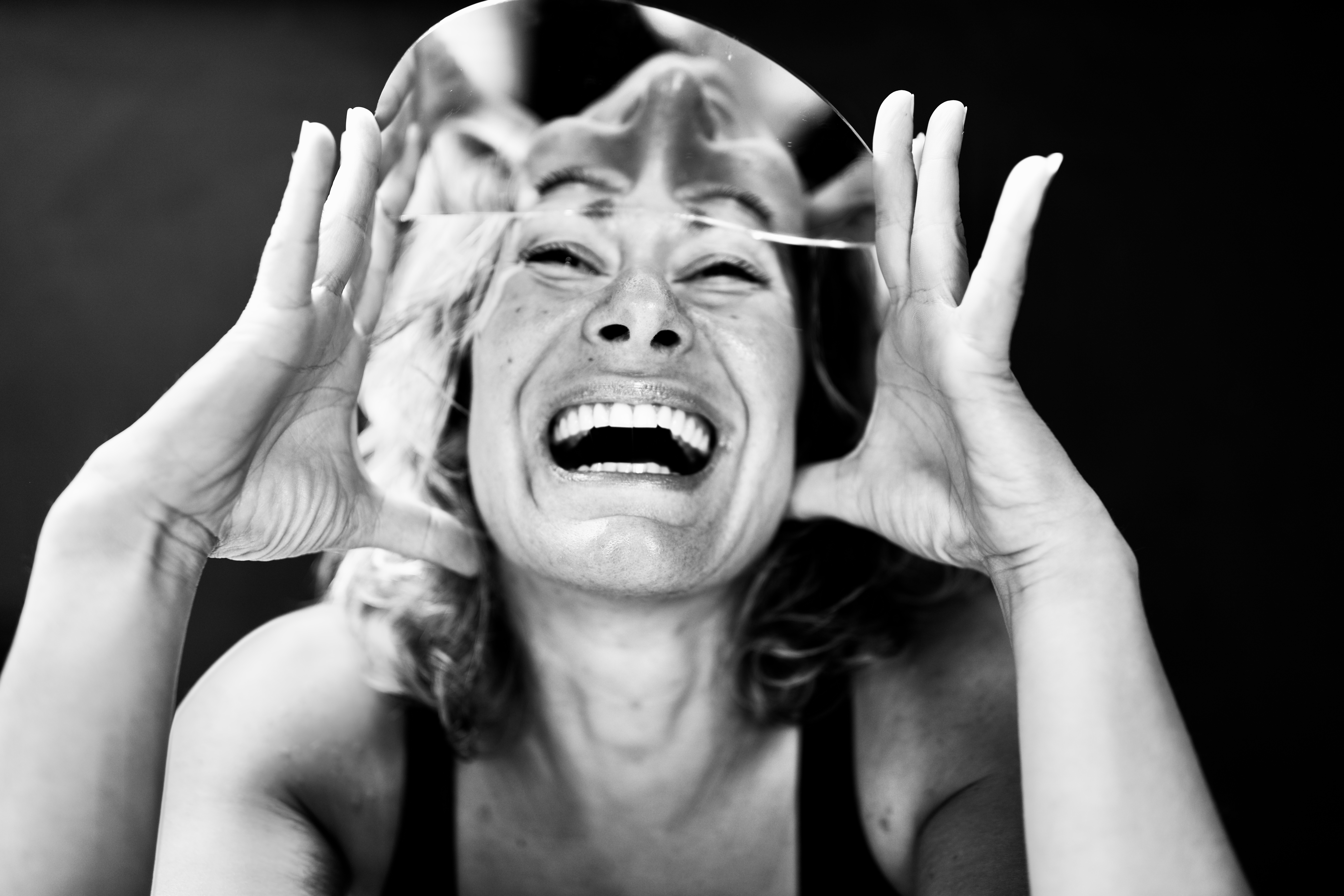
Virginie Boutin (* 1980), fotografka a spisovatelka
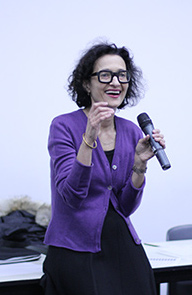
Sophie Bramly (* 1959), fotografka, novinářka, televizní producentka, filmová režisérka

## C
- Catherine Cabrolová (* 1957)
- Claude Cahun (1894–1954), fotografka a umělkyně, významná svými autoportréty (aktivní v letech 1927–1947)
- Sophie Calle (* 1953), spisovatelka, fotografka, vytvářela umělecké instalace, také profesorka fotografie
- Véra Cardotová (1920–2003), francouzská umělkyně maďarského původu
- Sarah Caronová (* 1972), francouzská novinářka a fotografka
- Jean-Maurice a Françoise Cart (?) dvojice umělců
- Olivia Ciappa (* 1979)
- Denise Colombová (1902–2004)
- Corine Sylvia Congiu (* 1953)
- Anita Conti (1899–1997), oceánografka, fotografka, objevitelka, spisovatelka a novinářka
- Celine Croze (* 1982), držitelka ocenění Prix Nadar

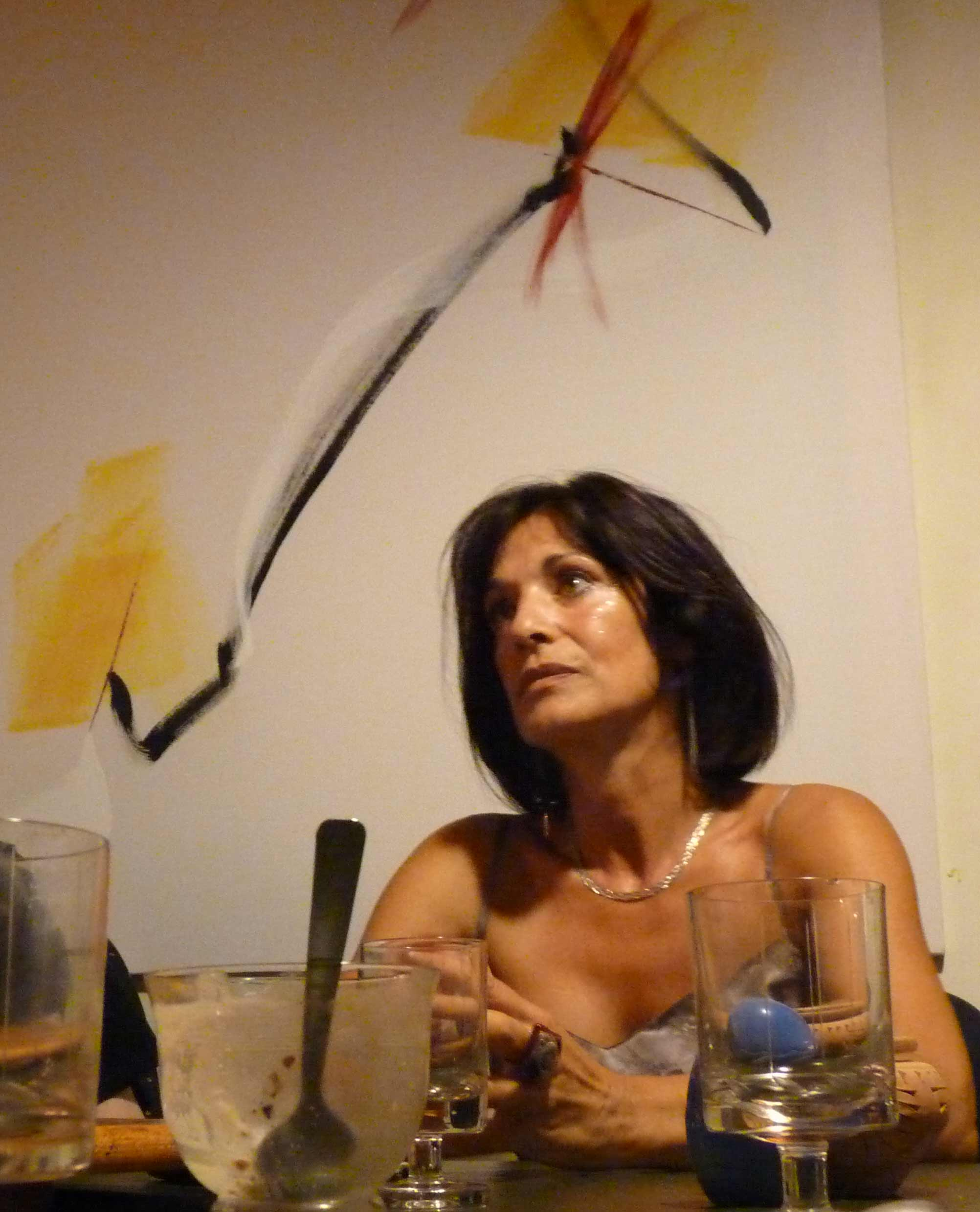
Corine Sylvia Congiu (* 1953)
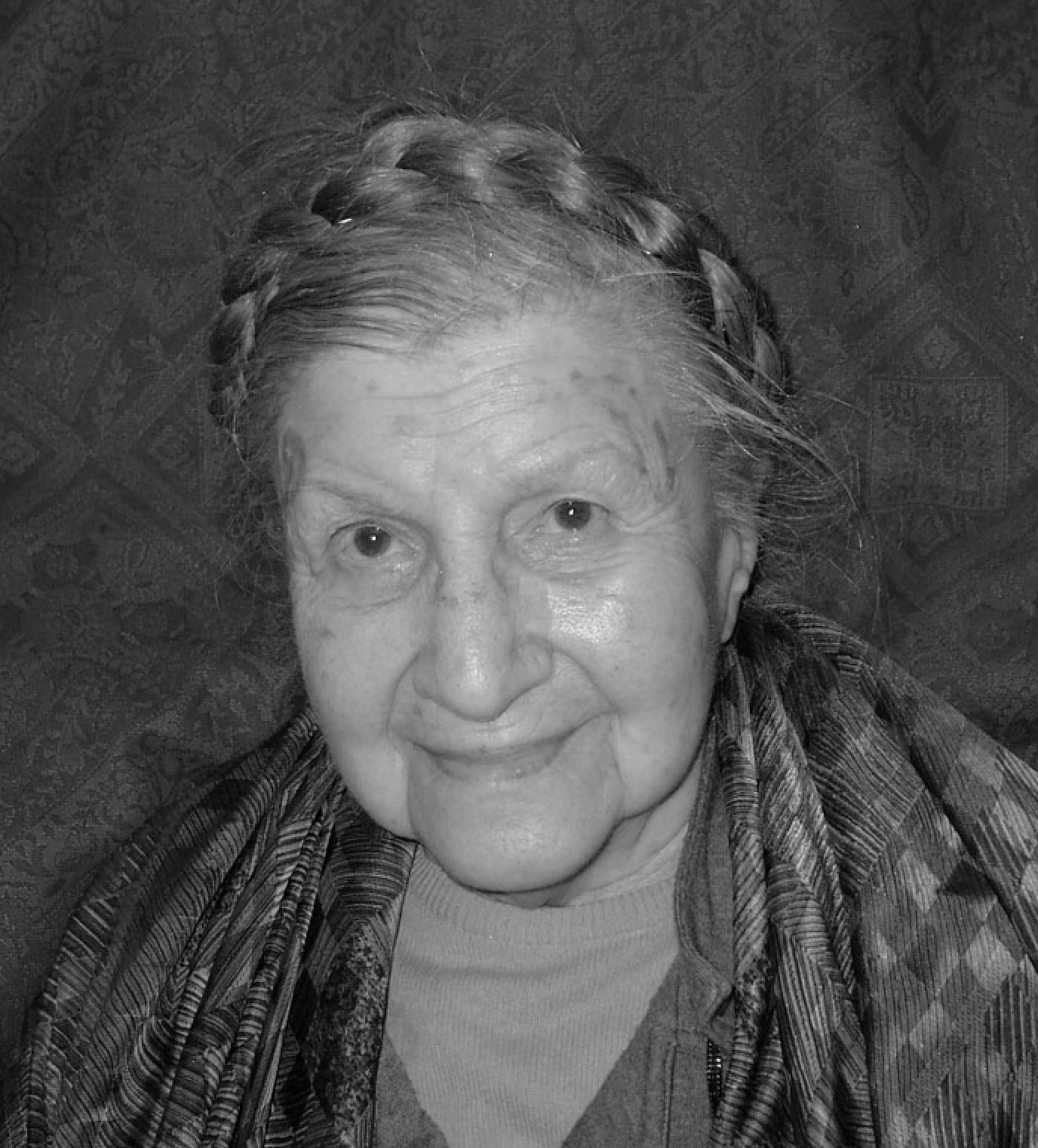
Denise Colombová (1902–2004)
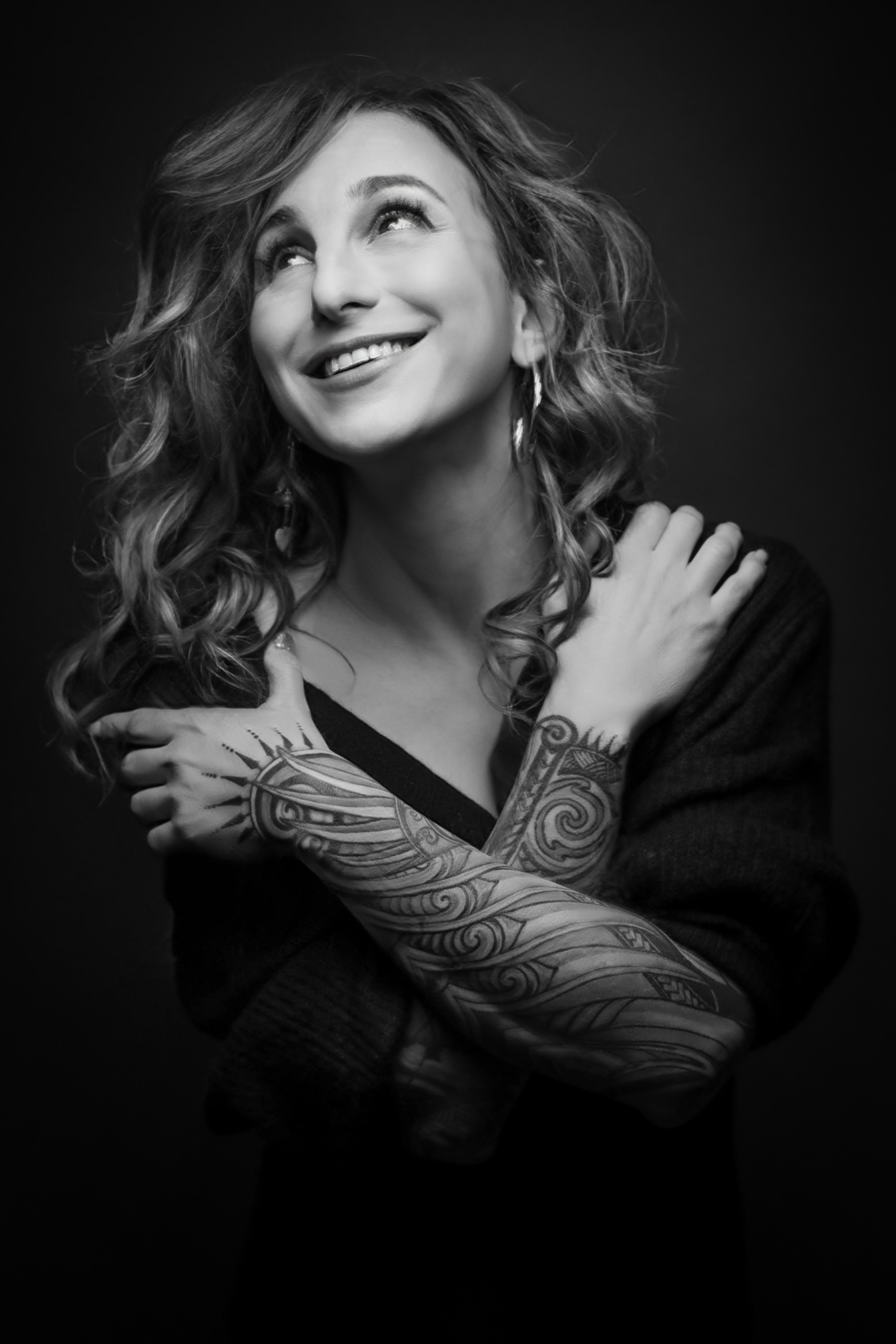
Olivia Ciappa (* 1979)

## D

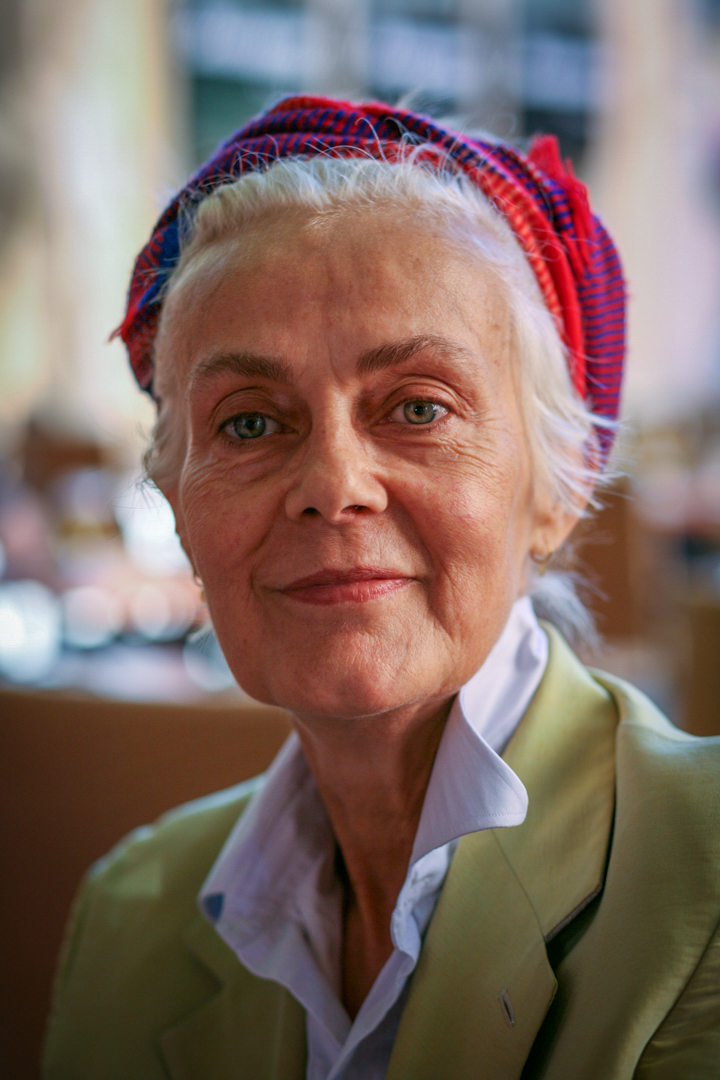
Marie-Laure de Deckerová (1947–2023), válečné fotografie, zpravodajství o válce ve Vietnamu, konflikty v zemích jako Jemen, Čad a Jižní Afrika, portréty významných francouzských osobností

- Dominique Darbois (1925–2014), fotoreportérka, která se soustředila na oběti evropského kolonialismu
- Marie-Hélène Dhénin (* 1945)
- Stéphanie Di Giusto (aktivní od roku 2004), filmová režisérka, fotografka, umělecká ředitelka
- Viviane Dallesová (* 1978)
- Frédérique Darragonová (* 1949)
- Zdenka Datheil (Nelly Zdenka Arnoštová; 1908–2000), francouzská malířka a fotografka československého původu
- Suzanne Daveau (* 1925), francouzsko-portugalská fotografka
- Anne de Henningová (* 1945)
- Marie-Laure de Deckerová (1947–2023), válečné fotografie, zpravodajství o válce ve Vietnamu, konflikty v zemích jako Jemen, Čad a Jižní Afrika, portréty významných francouzských osobností
- Louise Deglane (1868–1936)
- Anne Deguelle (* 1943)
- Sophie Delaporte (* 1971)
- Marcelline Delbecq (* 1977)
- Laurence Demaisonová (* 1965)
- Françoise Demulder (1947–2008), válečná fotografka
- Anne Deniau (aktivní od roku 1995)
- Christine Denis-Huot (* 1954)
- Chloë des Lysses (* 1972)
- Catherine Deudonová (* 1940)
- Jeanne Devosová (1902–1989)
- Marie-Hélène Dhénin (* 1945)
- Agnès Dherbeys (* 1976)
- Delphine Diallo (* 1977)
- Gisèle Didi (* 1970)
- Jane Dieulafoy (1851–1916), archeologie, literární tvorba, feminismus a žurnalistika
- Geneviève Élisabeth Disdéri (asi 1817–1878), raná fotografka, manželka André-Adolphe-Eugène Disdériho
- Suzanne Doppeltová (* 1956)

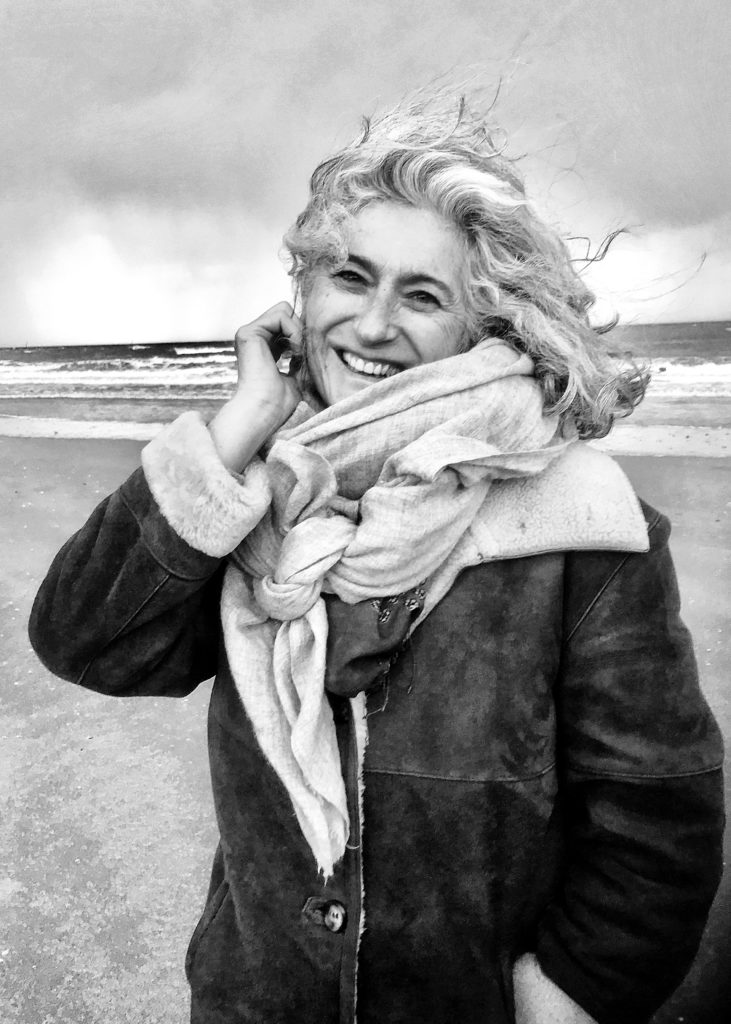
Marie Dorigny (* 1959)
- Cerise Doucède (* 1987), v roce 2013 získala ocenění prix HSBC pour la photographie za sérii portrétů.
- Joséphine Douet (* 1972)
- Claudine Doury (* 1959), fotoreportérka
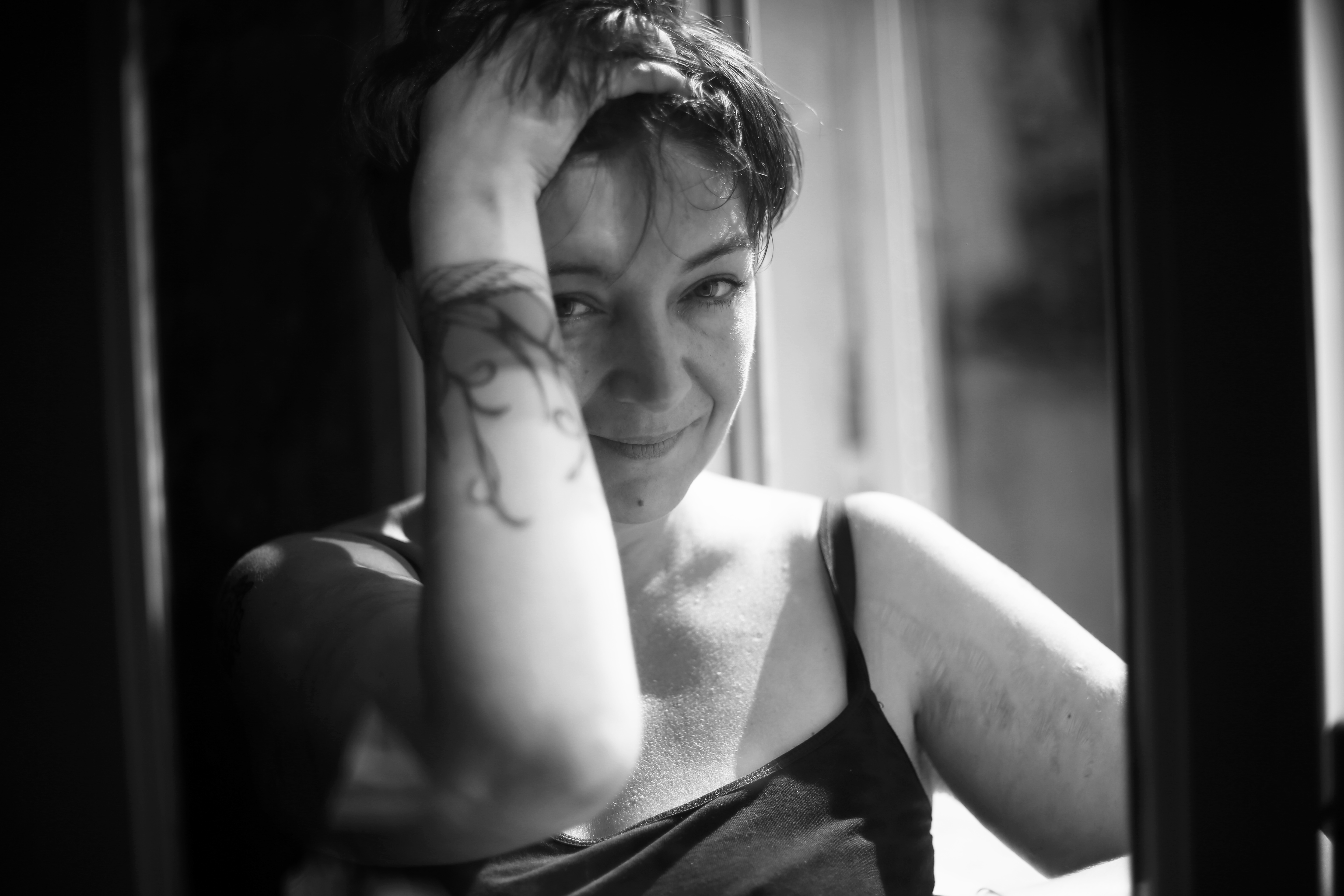
Ana Dumitrescu (* 1978)
- Véronique Durruty (* 1969)
- Christine Duteurtre (* 1971)
- Céline Duvalová (1974 nebo 1979)

- Marie Dorigny (* 1959)
- Ana Dumitrescu (* 1978)

## E

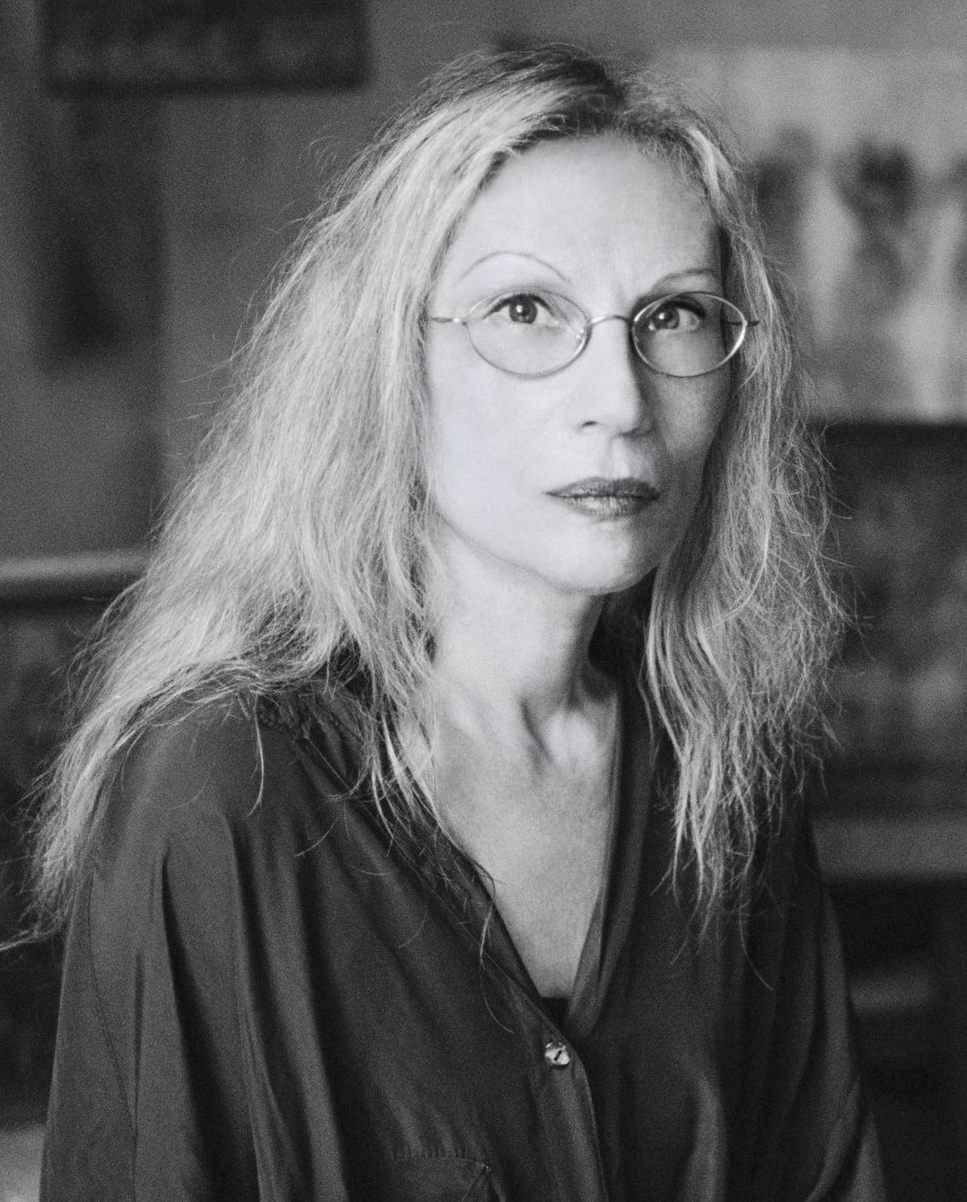
Bracha L. Ettingerová (* 1948)

- Véronique Ellena (* 1961)
- Isabel Ellsenová (1958–2012)
- Patricia Erbeldingová (* 1958)
- Bracha L. Ettingerová (* 1948)
- Françoise Evenou (* 1959)

## F
- Gisèle Freundová (1908–2000), německého původu, známá dokumentární fotografií a portréty spisovatelů a umělců
- Anna Fárová (1928–2010), česko-francouzská historička umění a překladatelka z francouzštiny. Specializovala se na dějiny a kritiku umělecké fotografie. Její dcera Gabriela Fárová (* 1963) je uznávaná fotografka, Isabela Fárová (* 1961) je sochařka.
- Laura Favali (* 1970)
- Anne-Marie Filaire (* 1961)
- Flore (fotografka) (* 1963), francouzsko-španělská fotografka a dcera malířky Olgy Gimeno, zabývá se rozsáhlými projekty
- Lily Franey (* 1947)
- Jeanne Fredac (* 1970)
- Isabelle de Funès (* 1944), herečka, zpěvačka, modelka a fotografka

## G

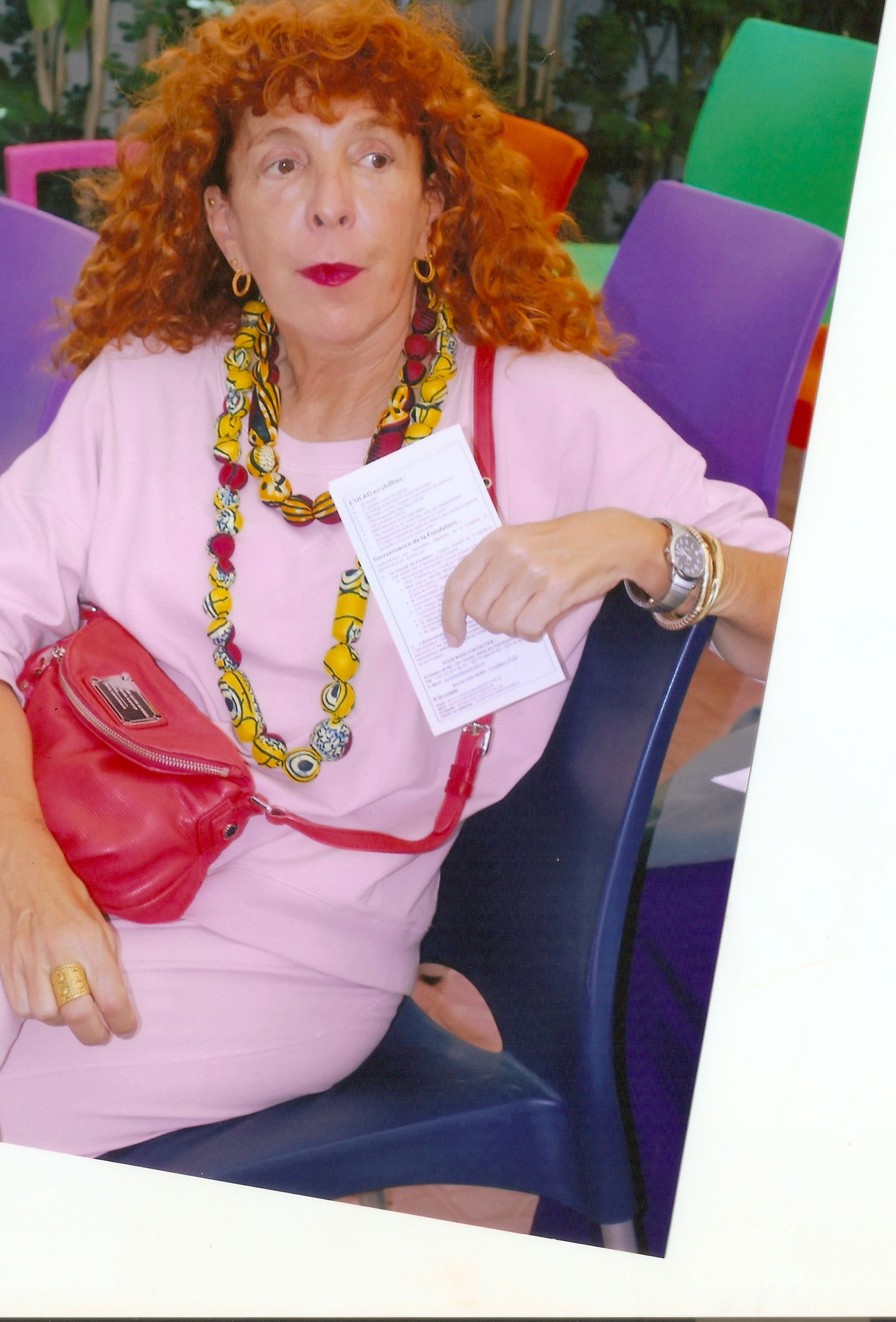
Laurence Gavronová (1955–2023), francouzsko-senegalská filmová režisérka, spisovatelka a fotografka

- Marina Gadonneix (* 1977), aktivní v Paříži, dokumentuje každodenní život
- Agathe Gaillardová (1936–2025), galeristka, která v roce 1975 otevřela první galerii ve Francii věnovanou výhradně fotografii.
- Marie Gallaudová (1867–1945)
- Louise Rosalie Gaspard (1821–1902)
- Laurence Gavronová (1955–2023), francouzsko-senegalská filmová režisérka, spisovatelka a fotografka
- Laurence Geai (* 1984)
- Madame Gelot-Sandozová (1803–1846)
- Agnès Geoffray (* 1973)
- Édith Gérinová (1910–1997)
- Gaëlle Ghesquière (* 1972), fotografka, spisovatelka, novinářka, portréty popových umělců
- Gladys (* 1950)
- Cha Gonzalezová (* 1985)
- Patricia de Gorostarzu (* 1962)
- Noémie Goudalová (* 1984), výtvarná umělkyně, která v současné době žije v Londýně, pracuje s fotografií, filmem a instalací
- Laure Mathilde Gouin (1829–1916)
- Jeannette Gregori (* 1967)
- Ann Grégory (* 1942)
- Florence Gruère (* 1943)
- Laure Albin Guillot (1879–1962), portréty pařížských celebrit, široká paleta dalších žánrů, několik vysoce postavených administrativních pozic
- Amélie Guillot-Saguezová (1810–1864), malířka, fotografka, daguerrotypistka

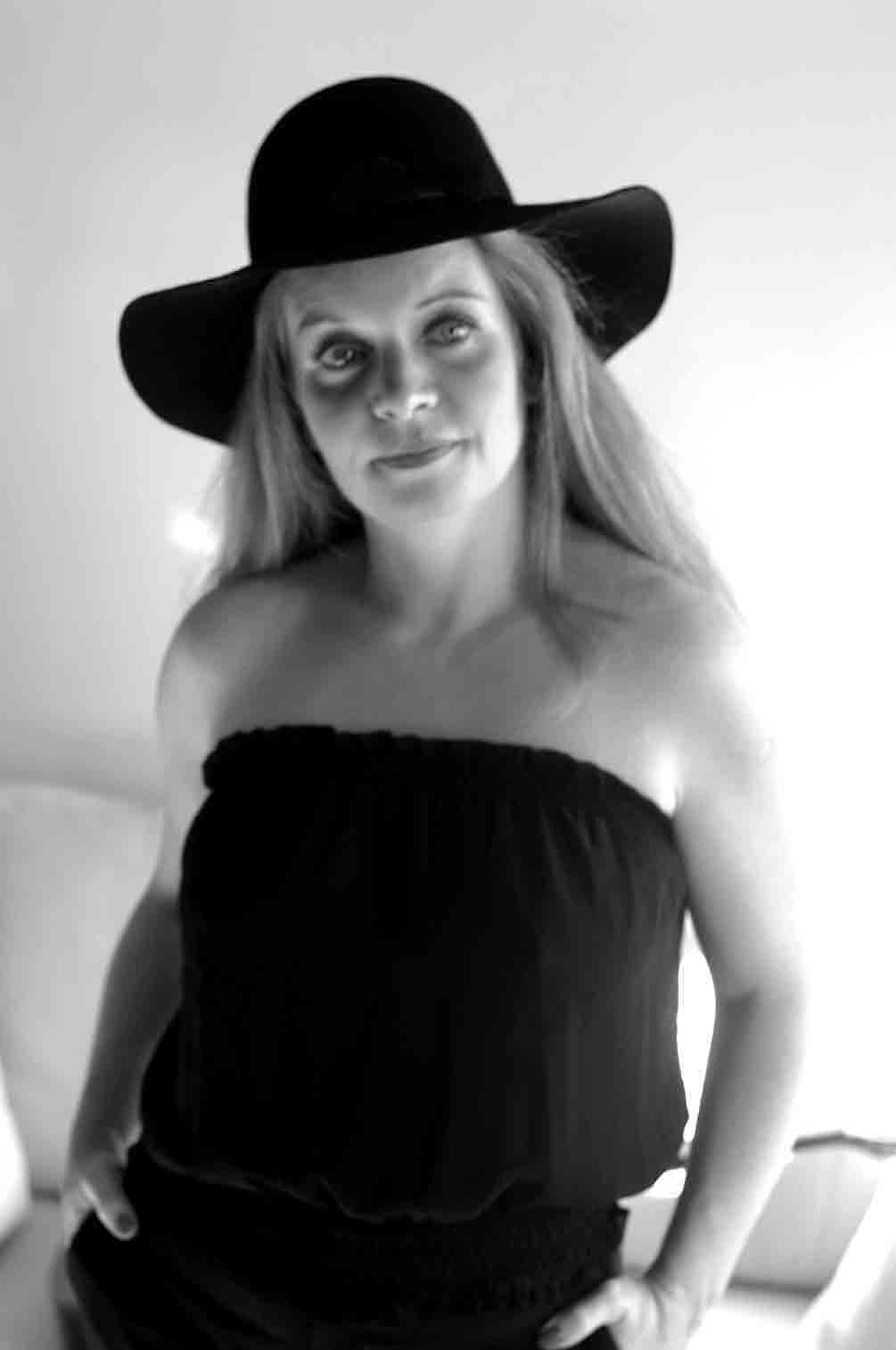
Gaëlle Ghesquière (* 1972), fotografka, spisovatelka, novinářka, portréty popových umělců
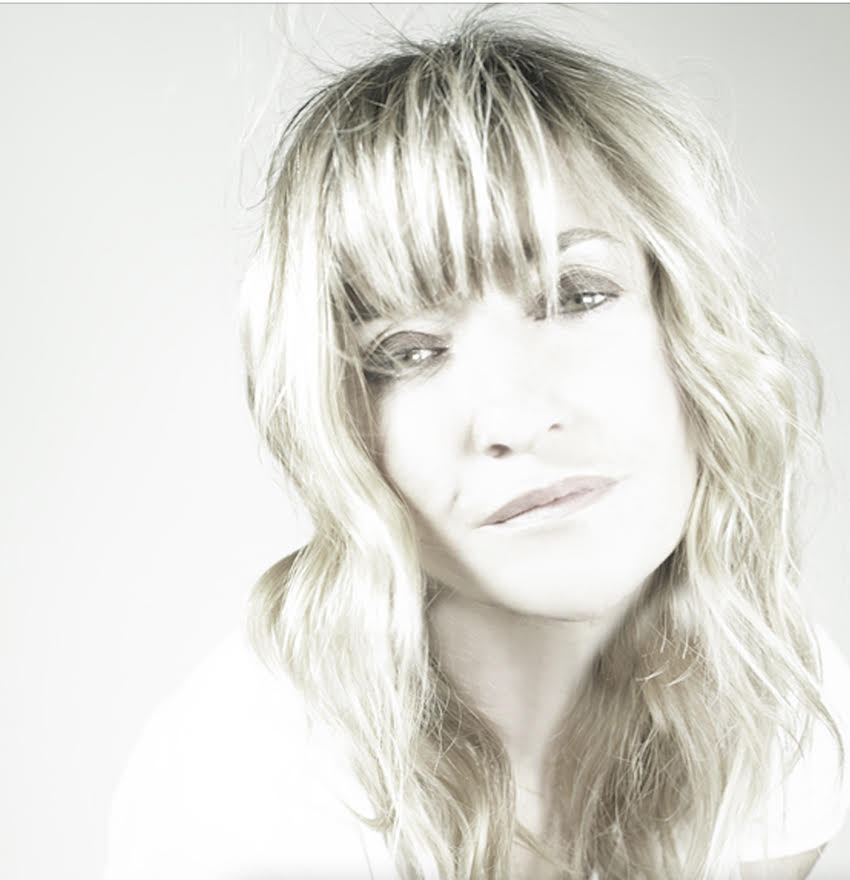
Patricia de Gorostarzu (* 1962)
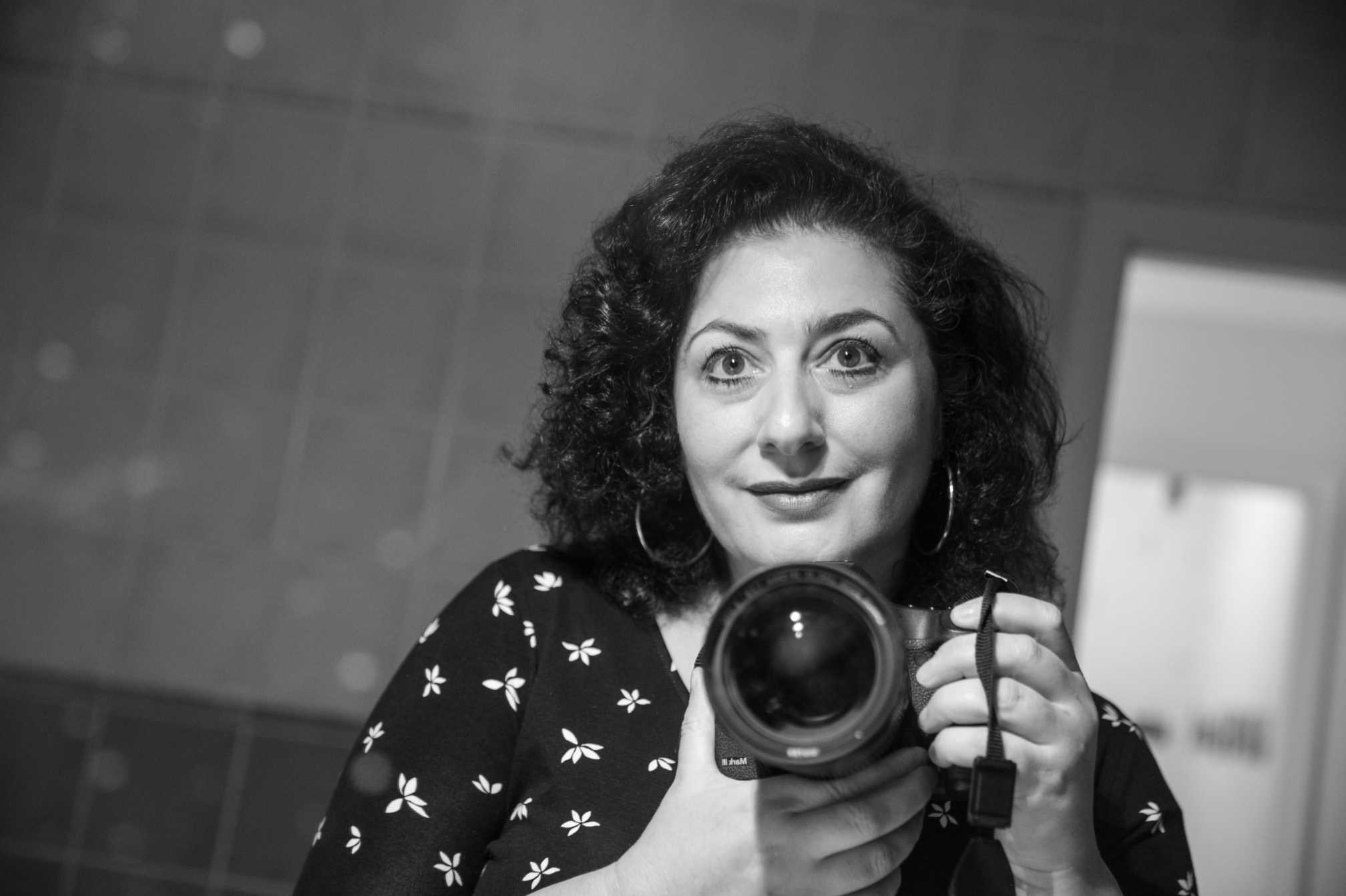
Jeannette Gregori (* 1967)

## H

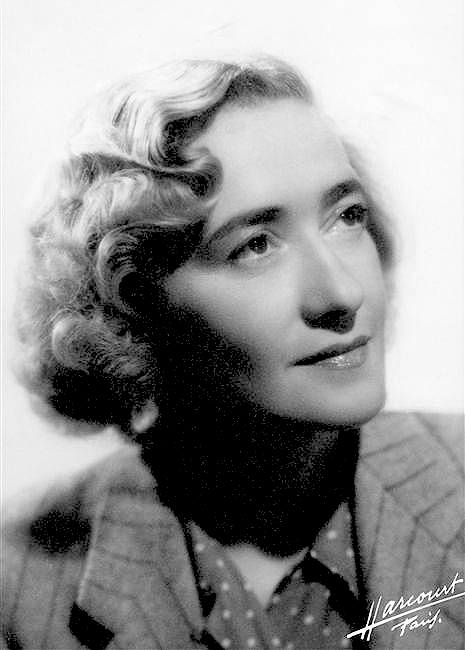
Cosette Harcourtová (1900–1976), fotografka a spoluzakladatelka studia Harcourt

- Geneviève Hafnerová (* 1961), street fotografka, působí v New Yorku
- Clarisse Hahnová (* 1973), umělkyně a fotografka, zkoumá prostřednictvím fotografií a videí různé komunity a zaměřuje se na roli těla a sociální chování v rámci těchto skupin
- Cosette Harcourtová (1900–1976), fotografka a spoluzakladatelka studia Harcourt
- Julie Hascoët (* 1989)
- Gabrielle Hébert (1853–1934)
- Suzanne Heldová (1925–2022), novinářka, fotografka a reportérka, specialistka na Orient
- Florence Henri (1893–1982), surrealistka
- Laura Henno (* 1976)
- Hélène Hoppenot (1894–1990)
- Françoise Huguier (* 1942), představitelka současné naturalistické fotografie, dokumentuje život obyvatelek kolektivních bytů
- Muriel Huster (aktivní od roku 1974), herečka, spisovatelka a fotografka

## Ch
- Georgette Chadourne (1899–1983), surrealistická fotografka
- Maria Chambefortová (1840–1893), daguerrotypistka

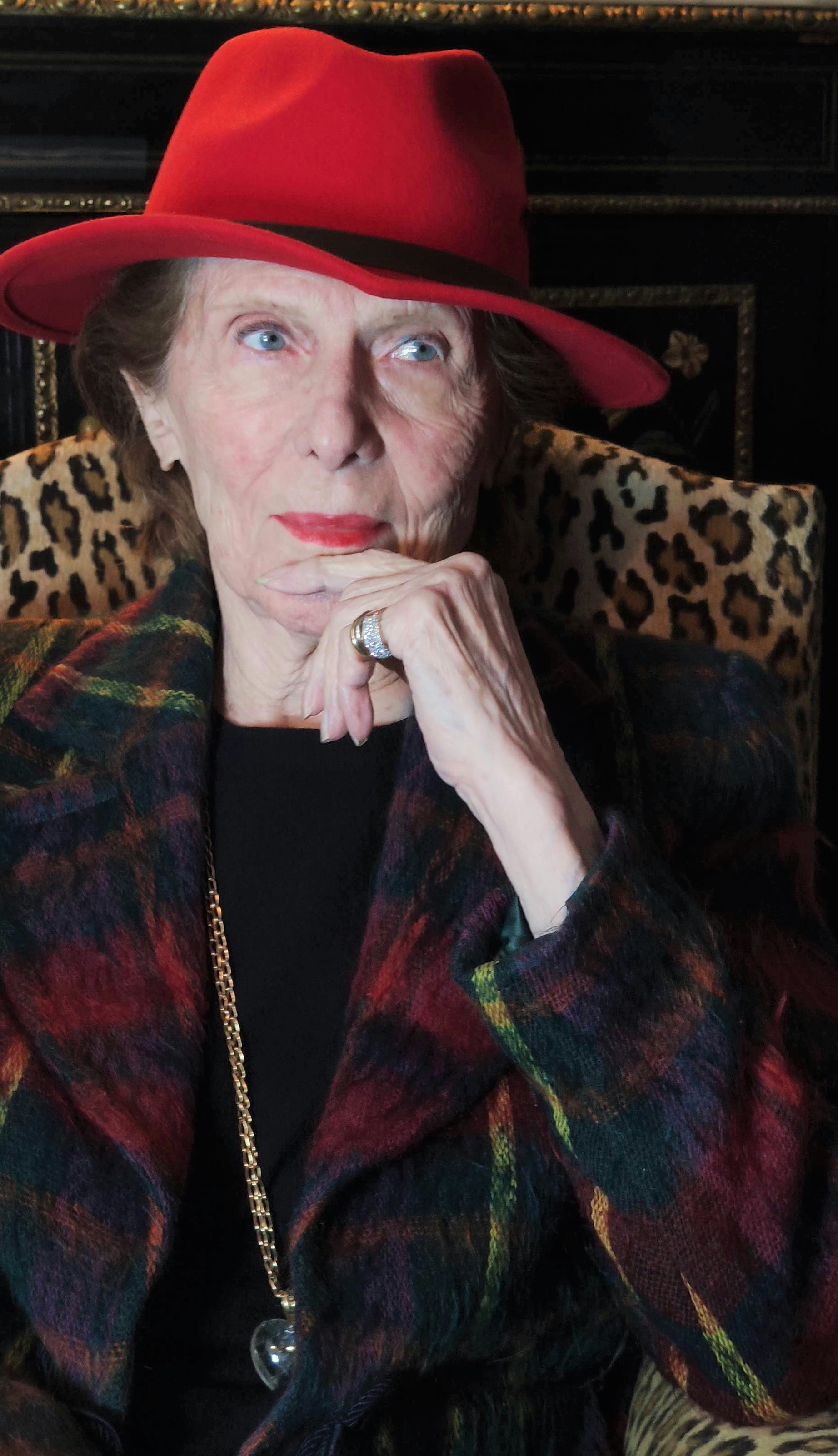
Jacqueline Chambordová (* 1928), herečka a fotografka narozená na Kubě
- Vivienne Chandlerová (1947–2013), herečka a fotografka narozená v Anglii
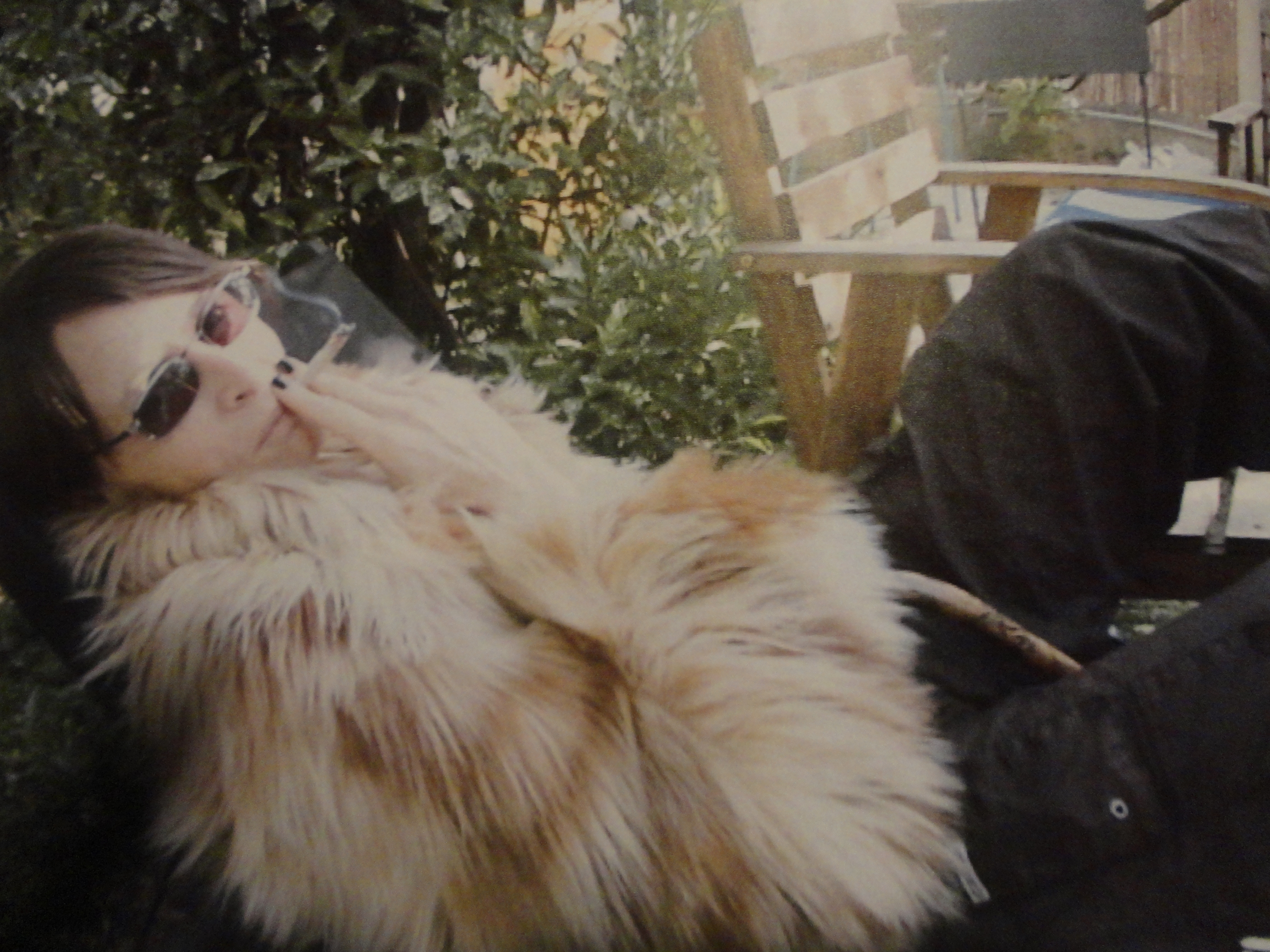
Laurence Chanfro (1959–2012), lesbická a feministická aktivistka a queer výtvarná umělkyně, fotografka, grafička a videoartistka
- Germaine Chaumel (1895–1982), fotografka, zpěvačka, pianistka, kloboučnice a ilustrátorka
- Florence Chevallierová (* 1955)
- Yvonne Chevalierová (1899–1982)
- Lucienne Chevertová (1911–1983)
- Claire Chevrierová (* 1963)

- Jacqueline Chambordová (* 1928), herečka a fotografka narozená na Kubě
- Laurence Chanfro (1959–2012), lesbická a feministická aktivistka a queer výtvarná umělkyně, fotografka, grafička a videoartistka

## I
- Claudia Imbertová (* 1971), zkoumá vztahy mezi jednotlivcem a společností, její práce často zachycují každodenní prostředí a mezilidské vztahy s důrazem na klidnou, introspektivní atmosféru
- Irina Ionesco (1930–2022), erotické obrázky bohatě oblečených žen provokativně pózujících, a také její dcery Evy
- Dominique Issermannová (* 1947), známá především svou módní a portrétní fotografií, spolupracovala s prestižními značkami jako Chanel nebo Dior a fotografovala slavné osobnosti včetně Leonarda Cohena

## J

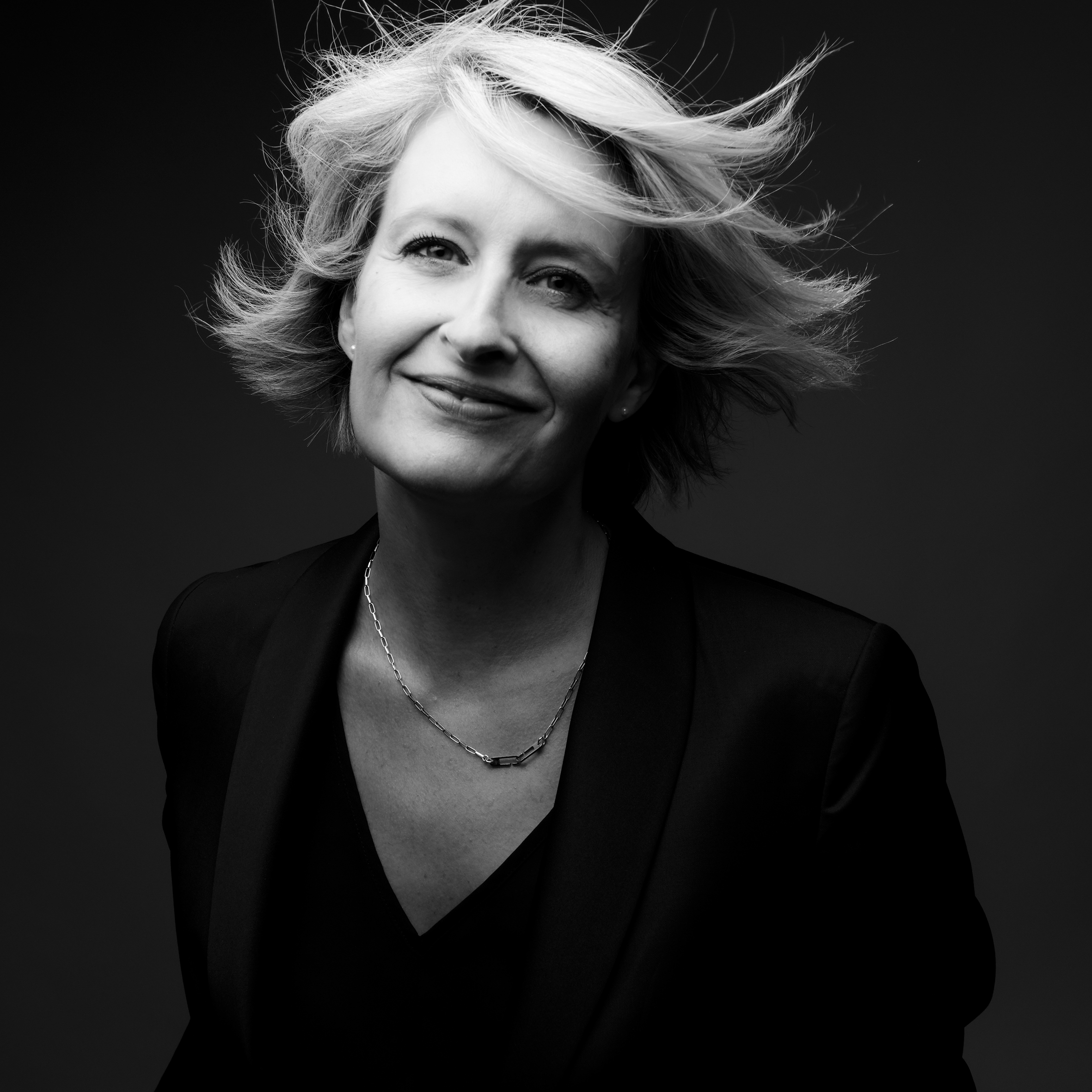
Carole Jury (* 1975), fotografka a abstraktní malířka

- Sofija Jablonská (1907–1971), spisovatelka, novinářka, cestovatelka a fotografka ukrajinského původu
- Moune Jamet (* 1948)
- Françoise Janicot (1929–2017)
- Laurence Jarousse (* 1964)
- Magali Jauffretová (1949–2025), novinářka a kritička specializující se na fotografii a současné umění v deníku L'Humanité
- Anaïs Jeanneret (* 1967)
- Capucine Johannin (* 1991)
- Marta Jonville (* 1969)
- Sylvie Jouffa (* 1945)
- Valérie Jouve (* 1964), fotografka, filmařka
- Émilie Jouvet (* 1976)
- Carole Jury (* 1975), fotografka a abstraktní malířka

## K
- Germaine Kanova (1902–1975), válečná fotografka
- Hermine Karagheuz (1938–2021), herečka, spisovatelka a fotografka arménského původu
- Germaine Krull (1897–1985), fotograficky ilustrované knihy, fotožurnalistika
- Adeline Keilová (* 1979)
- France Keyserová (* 1970), nezávislá francouzská fotografka, vizuální umělkyně a fotožurnalistka
- Bouchra Khalili (* 1975)
- Majida Khattari (* 1966)
- Delphine Kreuterová (* 1973)
- Bénédicte Kurzenová (* 1980)

## L
- Brigitte Lacombe (* 1950), fotografka filmových scén
- Stéphanie Lacombe (* 1976), portrétní fotografka, držitelka ceny Prix Niépce
- Louise Laffon (1828–1885), raná fotografka se studiem v Paříži od roku 1859
- Suzanne Lafontová (* 1949), fotografka a vizuální umělkyně
- Céline Laguarde (1873–1961)
- Soazig de La Moissonnière (* 1981)
- Marie-José Lamothe (1945–1998)
- Sylvie Lancrenon (* 1959), marocko-francouzská fotografka
- Ergy Landau (1896–1967), francouzská fotografka maďarského původu, patřila k představitelům humanistické fotografie, proslavila se především fotografiemi dětí a zvířat; viz také seznam maďarských fotografek
- Jeanne Laplanche (1816–1894)
- Floriane de Lassée (* 1977)
- Florence Lazarová (* 1966)
- Laurence Leblanc (* 1967)
- Lilou Lemaire (* 1980)
- Camille Lepageová (1988–2014), novinářka a fotografka zavražděná během konfliktu ve Středoafrické republice
- Suzanne Leppien (1907–1982)
- Thérèse Le Prat (1895–1966)
- Chrystele Lerisse (* 1960)
- Catherine Leroy (1945–2006), fotoreportérka, známá zejména svými fotografiemi války ve Vietnamu
- Jennifer Lescouët (* 1987)
- Natacha Lesueur (* 1971)
- Osvalde Lewatová (* 1976), fotografka a filmařka původem z Kamerunu
- Ariane Lopez-Huici (* 1945)
- Mireille Loup (* 1969), švýcarsko-francouzská fotografka
- Diana Lui (* 1968), francouzská fotografka původem z Malajsie

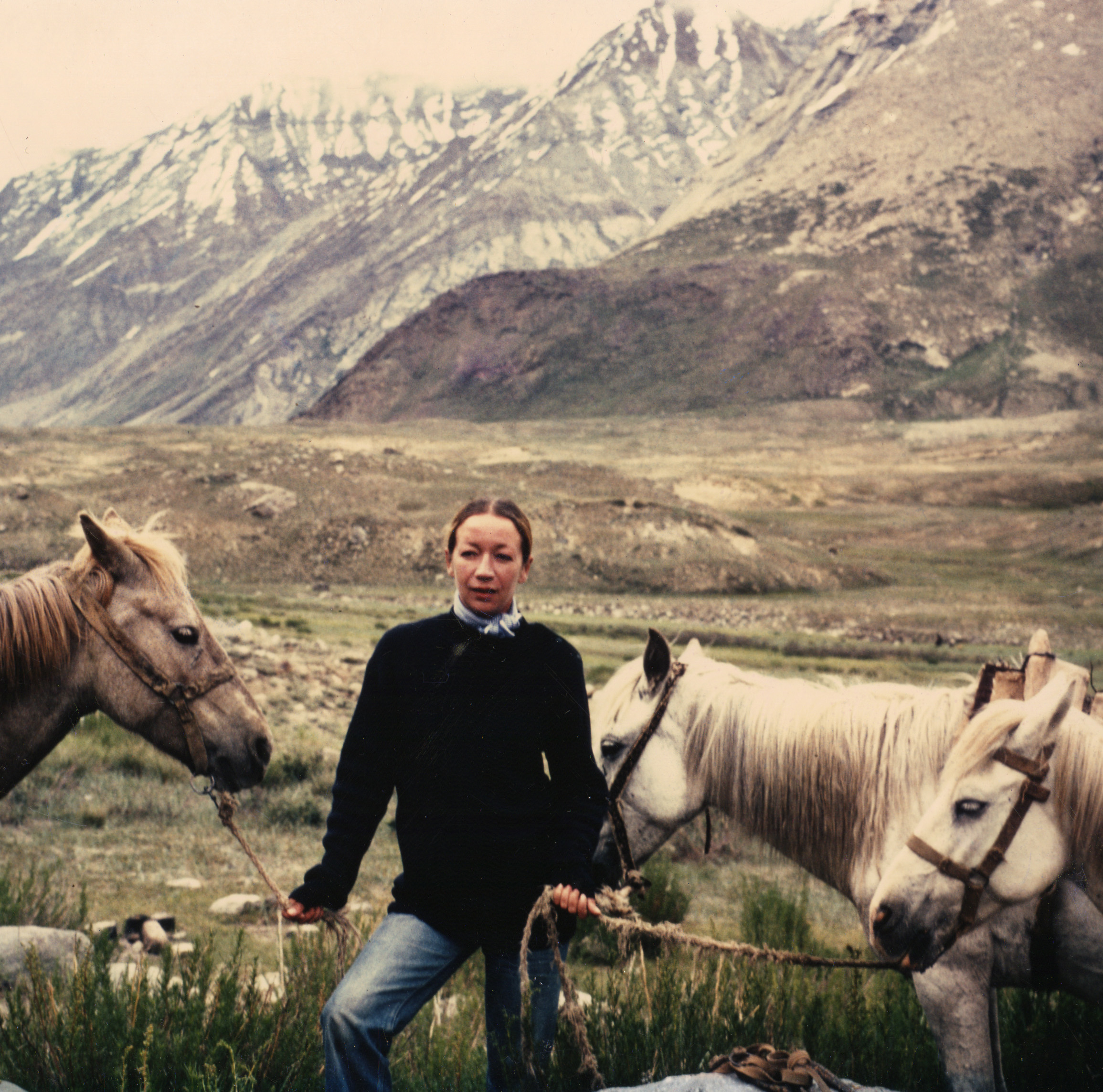
Marie-José Lamothe (1945–1998)
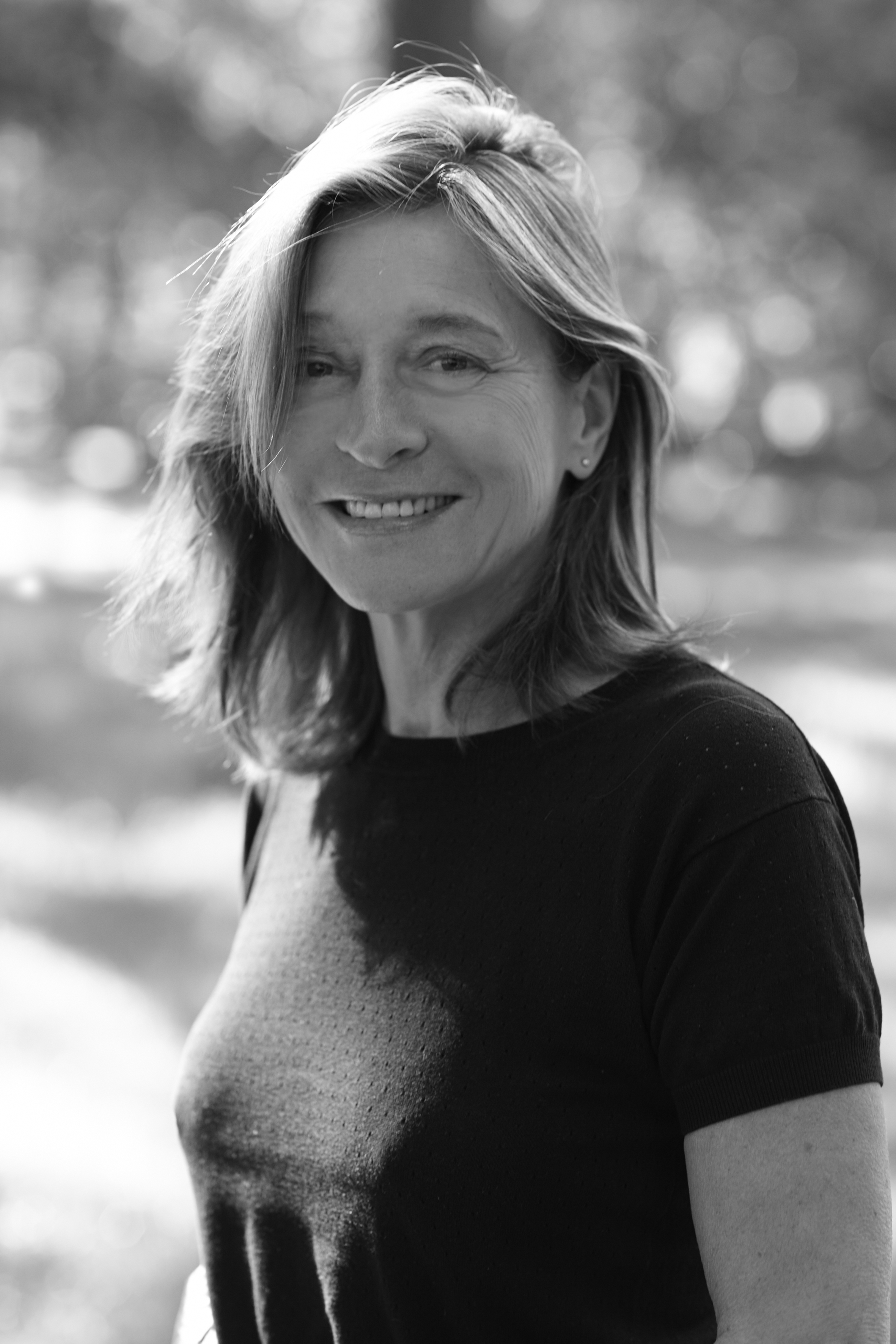
Sylvie Lancrenon (* 1959), marocko-francouzská fotografka
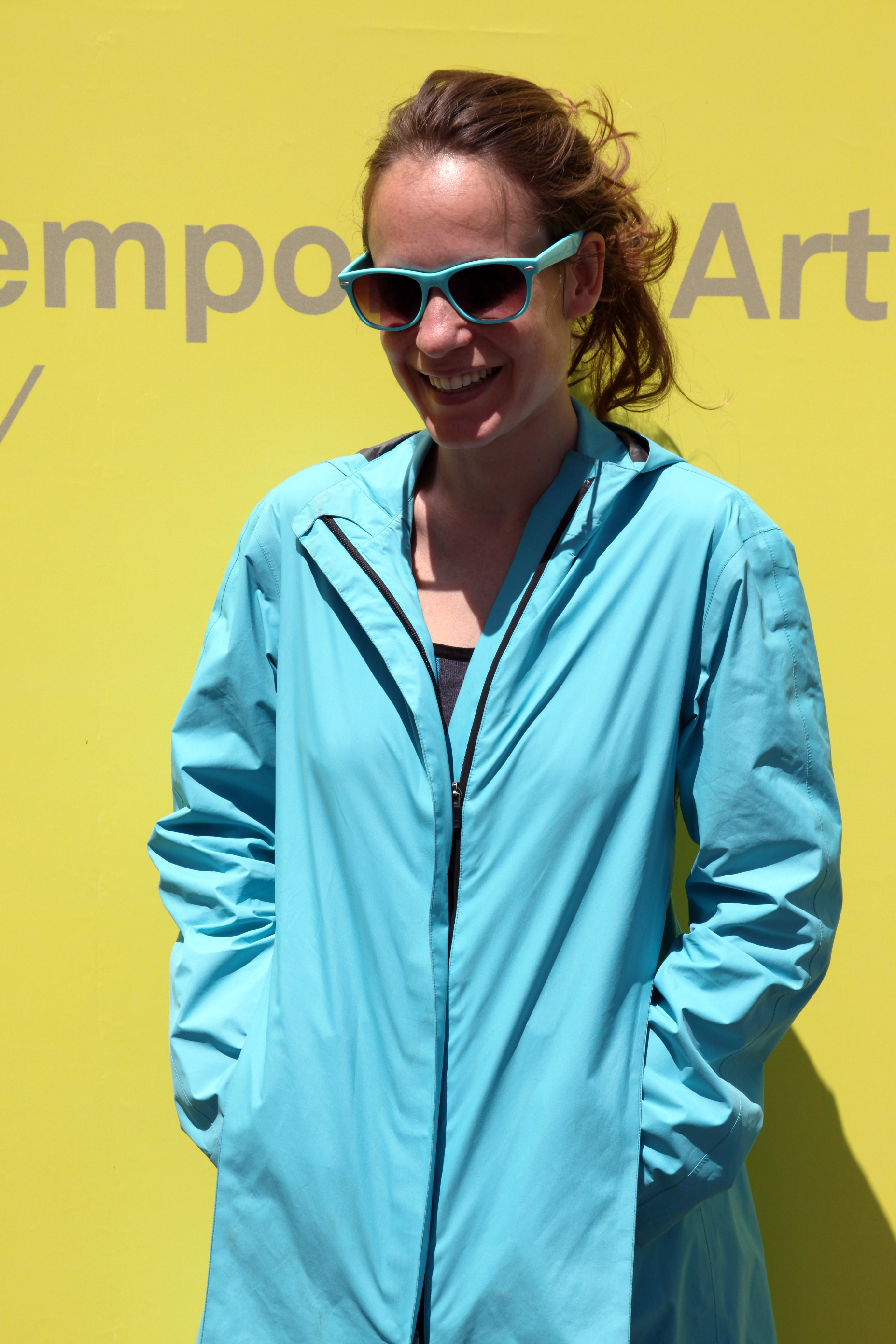
Floriane de Lassée (* 1977)
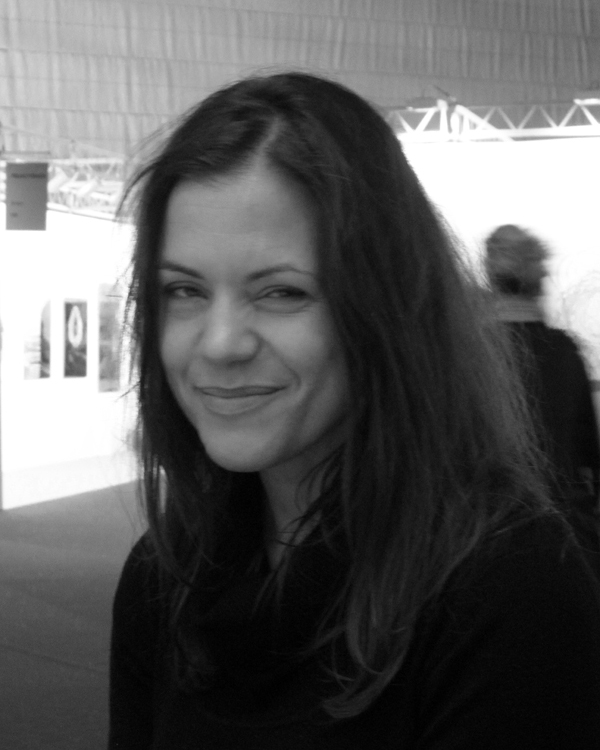
Laurence Leblanc (* 1967)
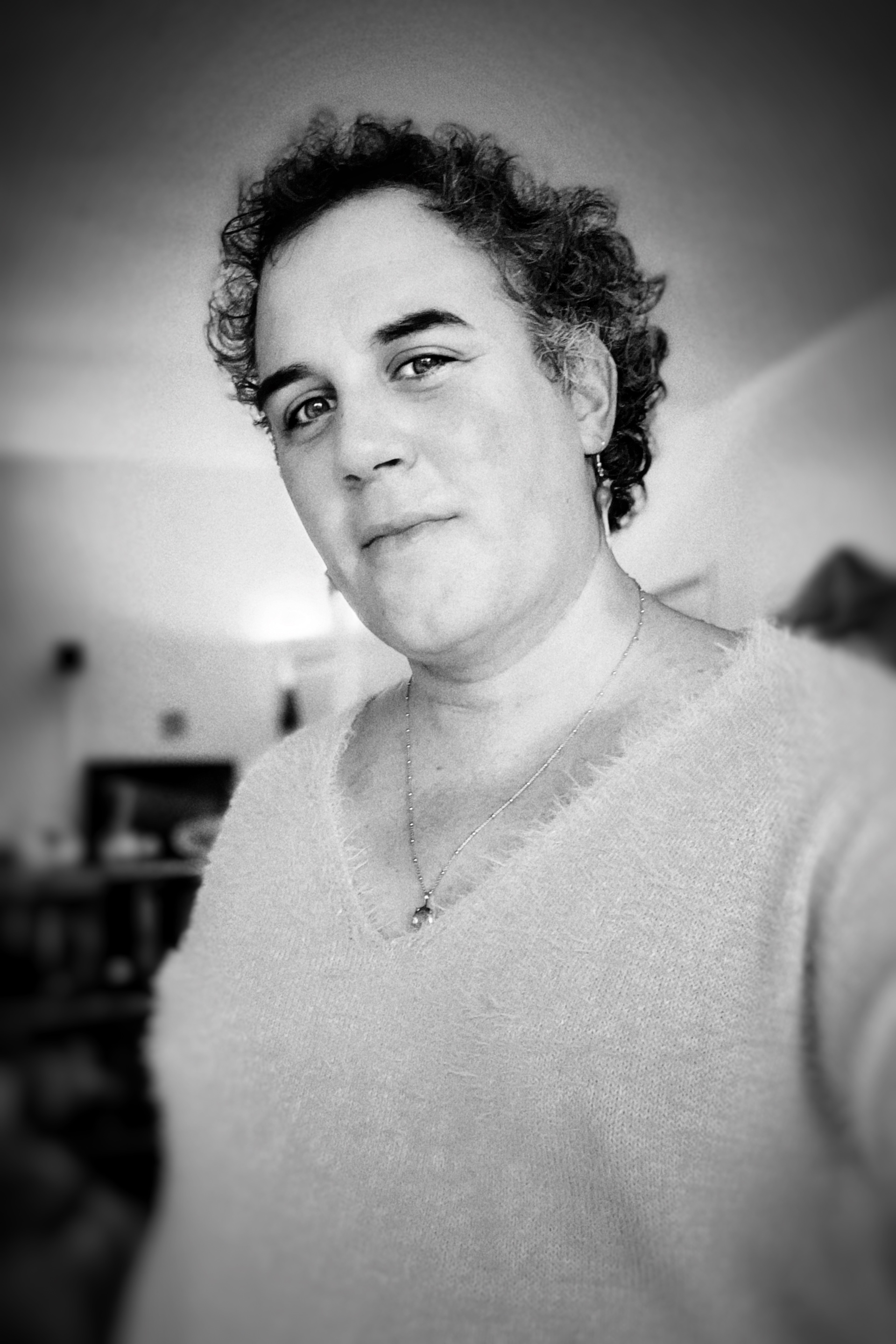
Lilou Lemaire (* 1980)
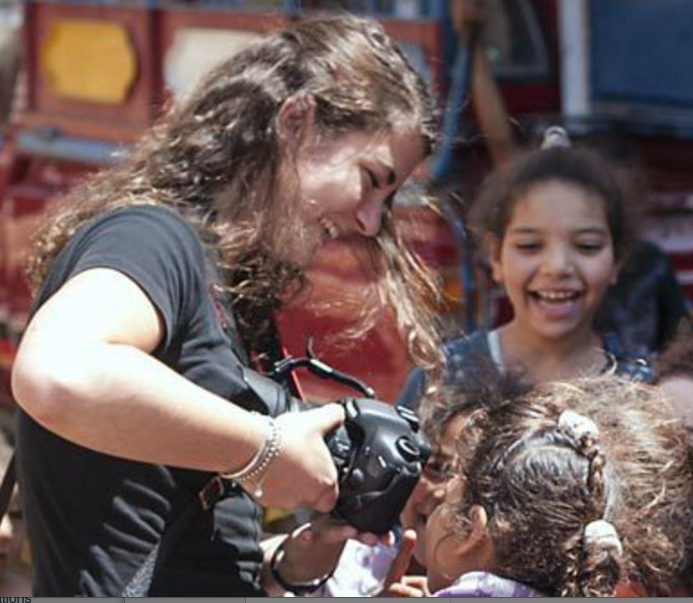
Camille Lepageová (1988–2014), novinářka a fotografka zavražděná během konfliktu ve Středoafrické republice v roce 2014
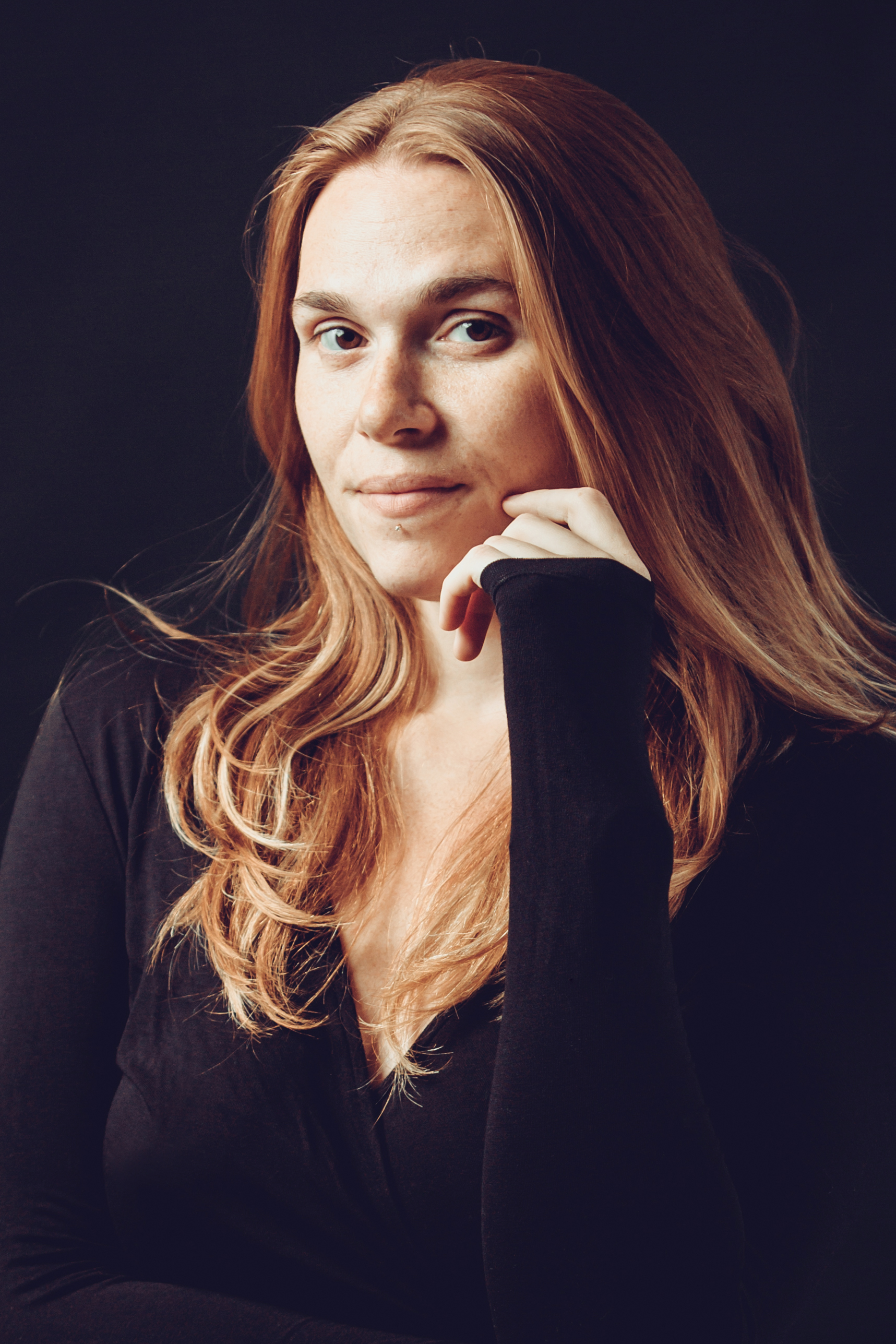
Jennifer Lescouët (* 1987)
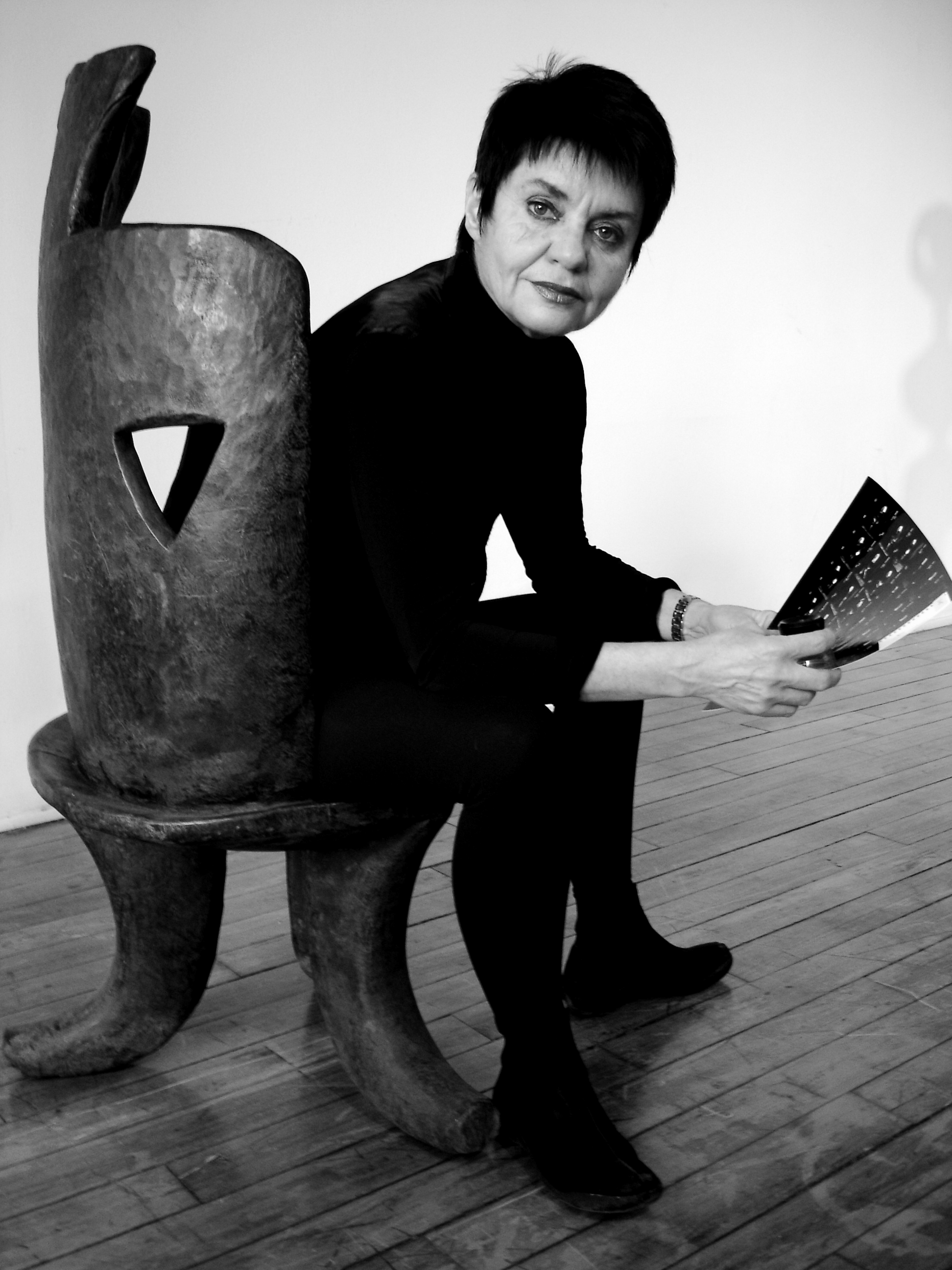
Ariane Lopez-Huici (* 1945)
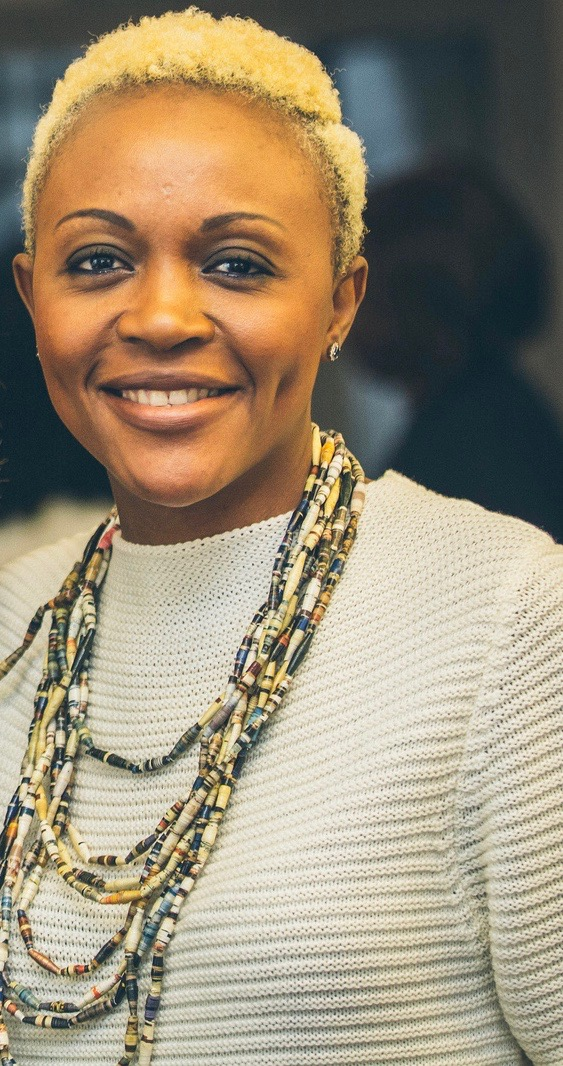
Osvalde Lewatová (* 1976), fotografka a filmařka původem z Kamerunu

## M

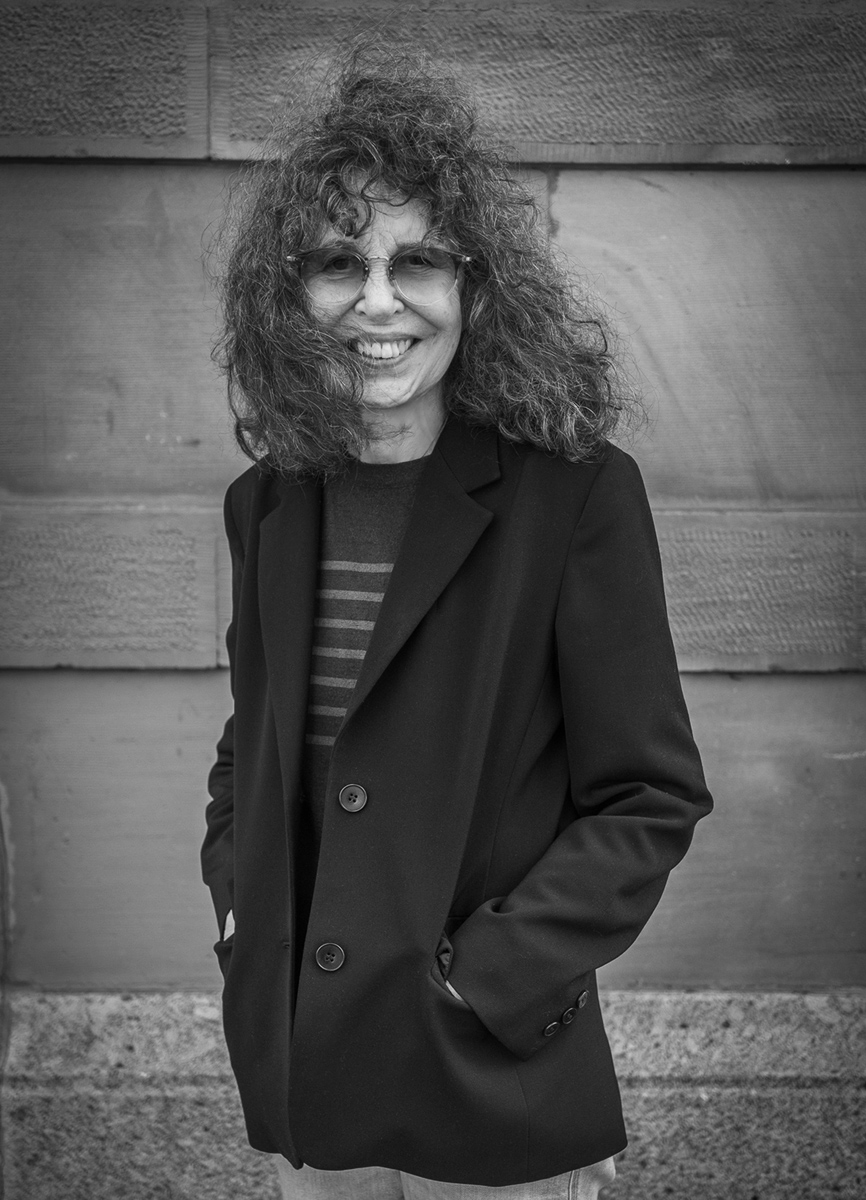
Dolorès Maratová (* 1944), nezávislá fotografka samouk, fotografovala šperky, parfémy a módní doplňky, portréty, zátiší ovoce a zeleniny ale i reportáže

- Benedicte Van der Maar (* 1968), umělecká fotografie, fotografie člověka
- Dora Maar (1907–1997), komerční i pouliční fotografka ve 20. a 30. letech, malířka a básnířka, byla partnerkou Pabla Picassa
- Sophie Macaire (1825–1840)
- Michèle Magema (* 1977), konžsko-francouzská fotografka
- Rosalie Magnon (1844–1922)
- Louise Maisons (* 1959)
- Émilienne Malfatto (* 1989), fotografka, novinářka, válečná reportérka, spisovatelka, autorka prací se sociální a feministickou tematikou
- Suzanne Malherbe (1892–1972)
- Babette Mangolte (* 1941), umělkyně, fotografka a filmařka
- Dolorès Maratová (* 1944), nezávislá fotografka samouk, fotografovala šperky, parfémy a módní doplňky, portréty, zátiší ovoce a zeleniny ale i reportáže
- Catalina Martin-Chico (* 1969), španělsko-francouzská fotografka
- Léna Mauger (* 1983), fotografka a novinářka
- Clémentine Méloisová (* 1980), umělkyně, spisovatelka a fotografka
- Isabelle Massieu (1844–1932), cestovatelka, spisovatelka a fotografka
- Corinne Mercadier (* 1955)
- Annette Messagerová (* 1943), výtvarnice, různé umělecké techniky včetně fotografie, kresby, instalace, brikoláže, dialog o těle, intimitě, ženskosti
- Alizé Meurisse (* 1986)
- Sabrina Michaudová (* 1938), jedna z dvojice francouzských cestovatelských fotografů specializujících se na civilizaci islámu, Indie a Číny. Vášniví dobrodruzi a objevovatelé společně cestovali a fotografovali svět téměř 60 let.
- Maya Mihindou (* 1984)
- Caterine Milinaire (* 1942)
- Valentine Monnierová (* 1956), fotografka a herečka
- Sarah Moon (* 1941), módní fotografka, nyní se soustředí na galerijní práci
- Ève Morcrette (aktivní od roku 1984)
- Madame Moriss (1828–1875)
- Tania Mouraudová (* 1942)
- Suzanne Muzardová (1900–1992)

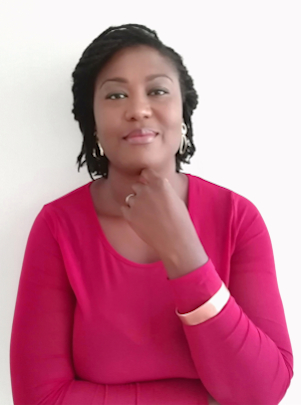
Michèle Magema (* 1977), konžsko-francouzská fotografka
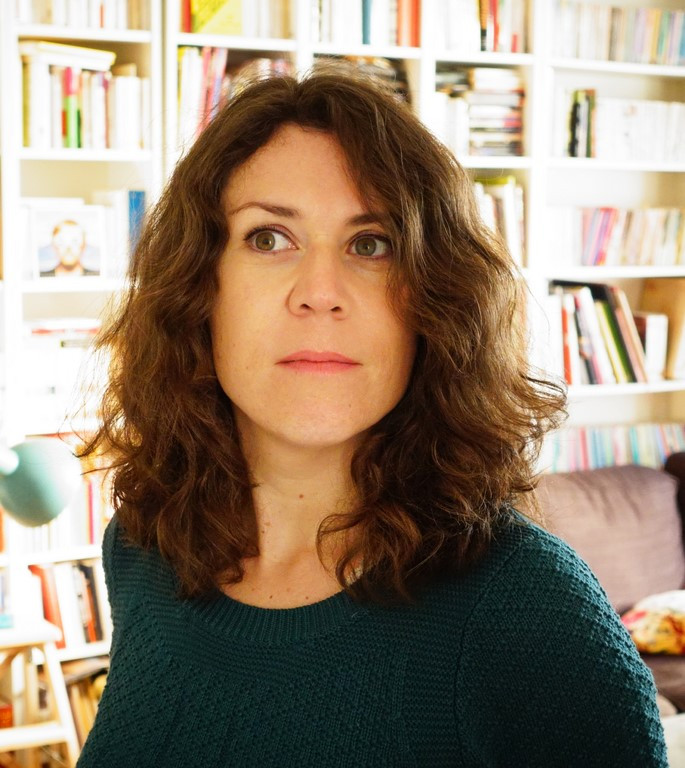
Clémentine Méloisová (* 1980), umělkyně, spisovatelka a fotografka
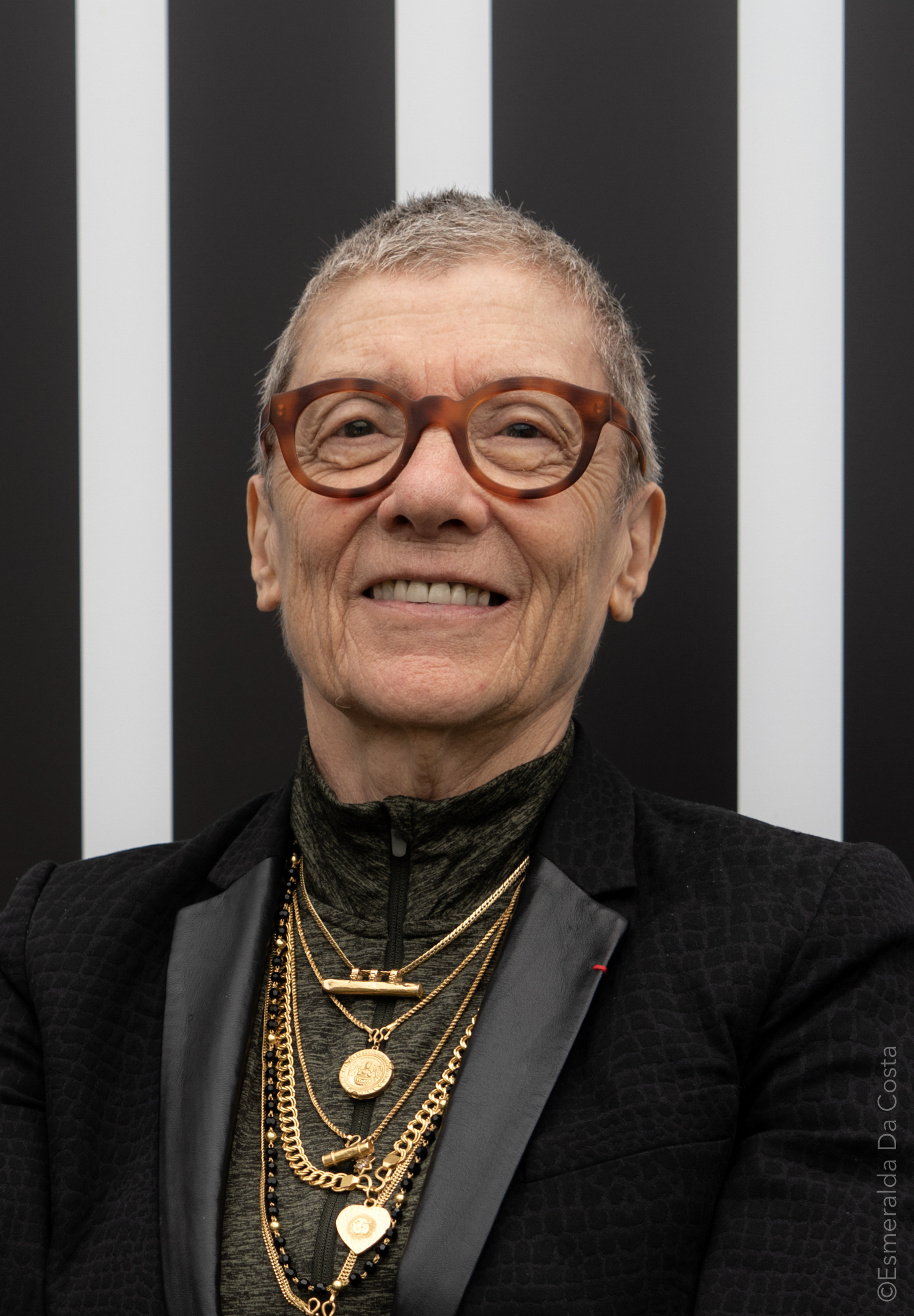
Tania Mouraudová (* 1942)

## N
- Rose Nadau (1910–2007)
- Anaïs Napoleón (1831–1912), španělsko-francouzská fotografka, jedna z prvních žen, které ve Španělsku vytvářely daguerrotypie, specializovala se také na výrobu vizitek, které obsahovaly fotografie
- Nath-Sakura (* 1973)
- Candice Nechitch (* 20. století)
- Marie-Paule Nègre (* 1950)
- Marylène Negro (* 1957)
- Janine Niépce (1921–2007), plodná fotoreportérka, členka agentury Rapho a vzdálená příbuzná průkopníka fotografie Nicéphora Niépceho
- Françoise Nuñezová (1957–2021), cestovala fotografovat do Indie, Etiopie, Jižní Ameriky a Japonska

## O

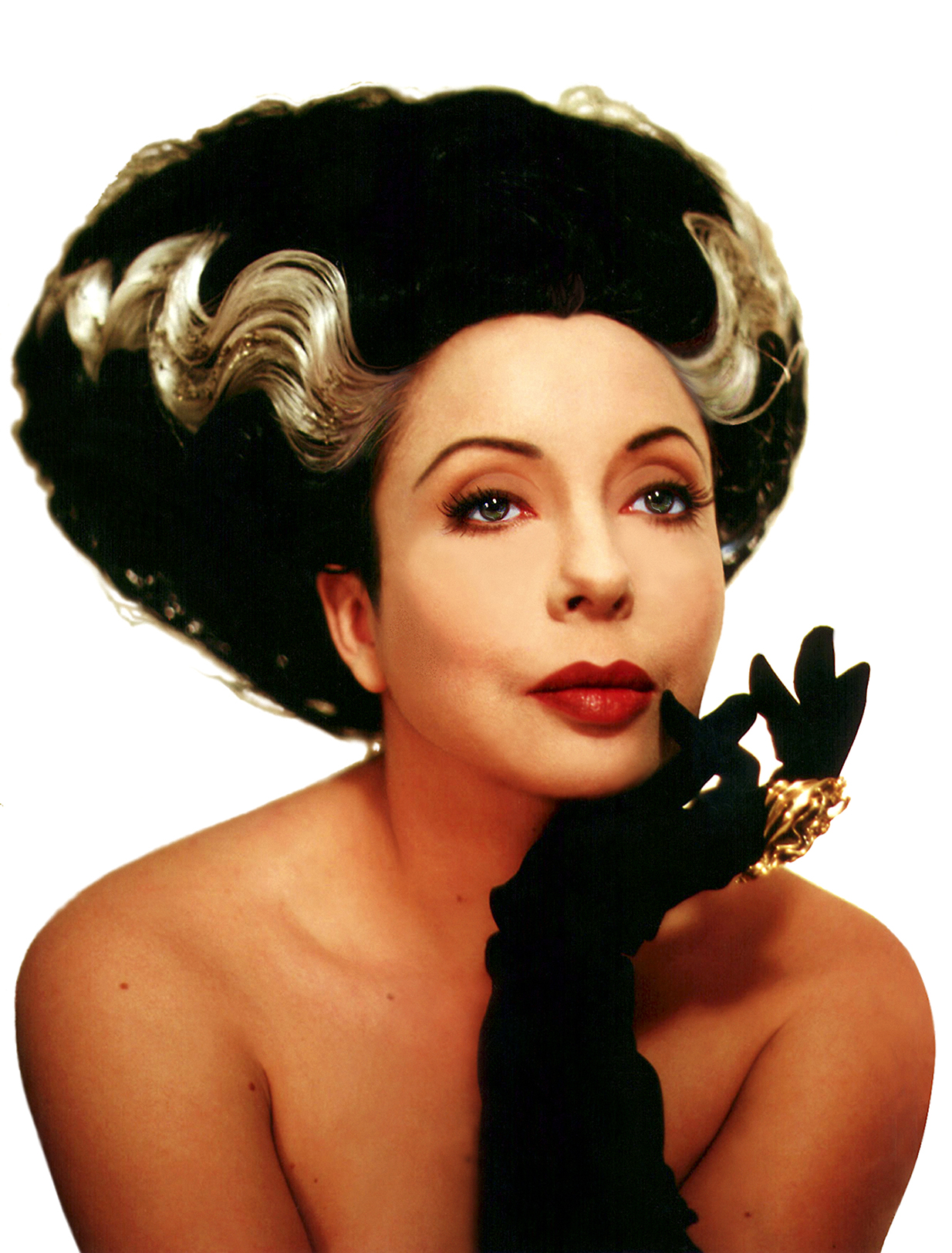
Orlan (* 1947), multimediální umělkyně

- Orlan (* 1947), multimediální umělkyně, ve své tvorbě využívá sochařství, fotografii, performance, video, videohry, rozšířenou realitu, umělou inteligenci a robotiku, stejně jako vědecké a lékařské techniky, například chirurgii a biotechnologii, aby zpochybňovala moderní společenské jevy
- Marie-Claude Orosquette (* 1967)

## P
- Kate Polinová (* 1967), umělecká portrétní fotografka
- Thérèse Le Prat (1895–1966), francouzská fotografka
- Florence Paradeis (* 1964)
- Véréna Paravelová (* 1971), francouzsko-švýcarská fotografka
- Marie Pérennou (* 1946)
- Valérie Perrinová (* 1967)
- Aurélie Pétrelová (* 1980)
- Sabine Pigalle (* 1963)
- Cécile Plaisance (* 1968)
- Solange Podellová (1927–2020)
- Frédérique Pollet-Rouyerová (* 1970)
- Catherine Poncinová (* 1953)
- Marion Poussierová (* 1980)
- Patrice-Flora Praxo (1966–2024), herečka a fotografka

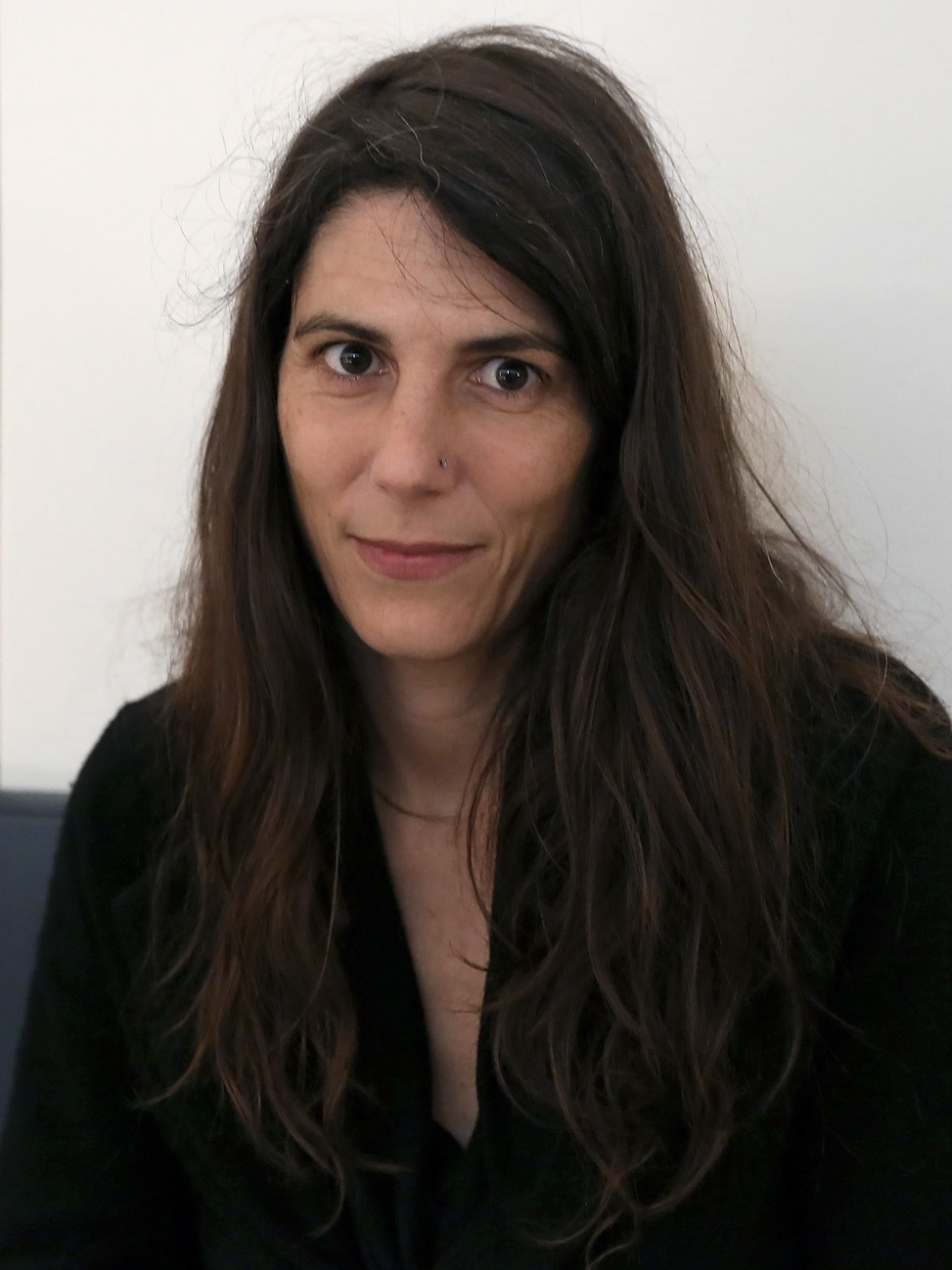
Véréna Paravelová (* 1971), francouzsko-švýcarská fotografka
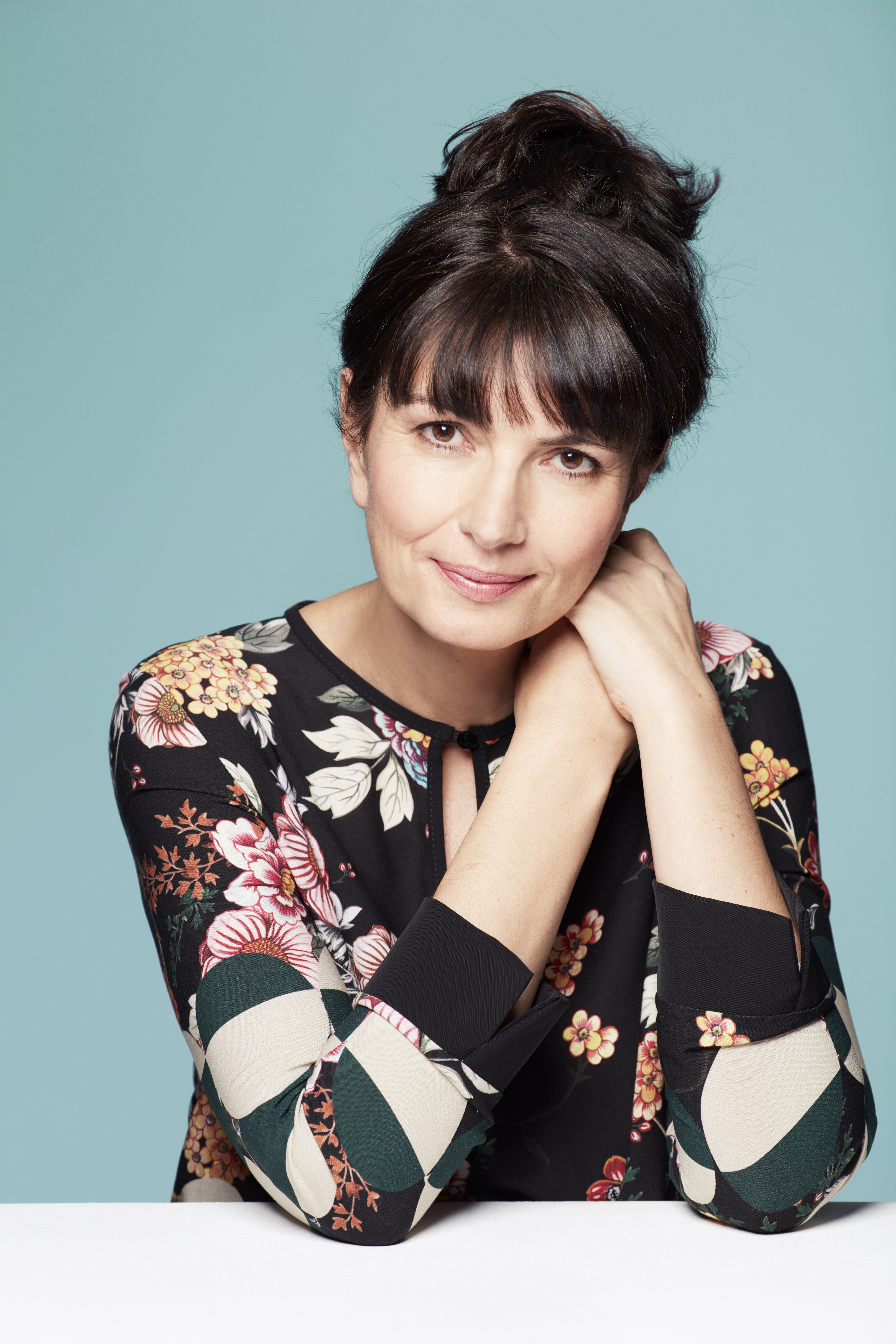
Valérie Perrinová (* 1967)
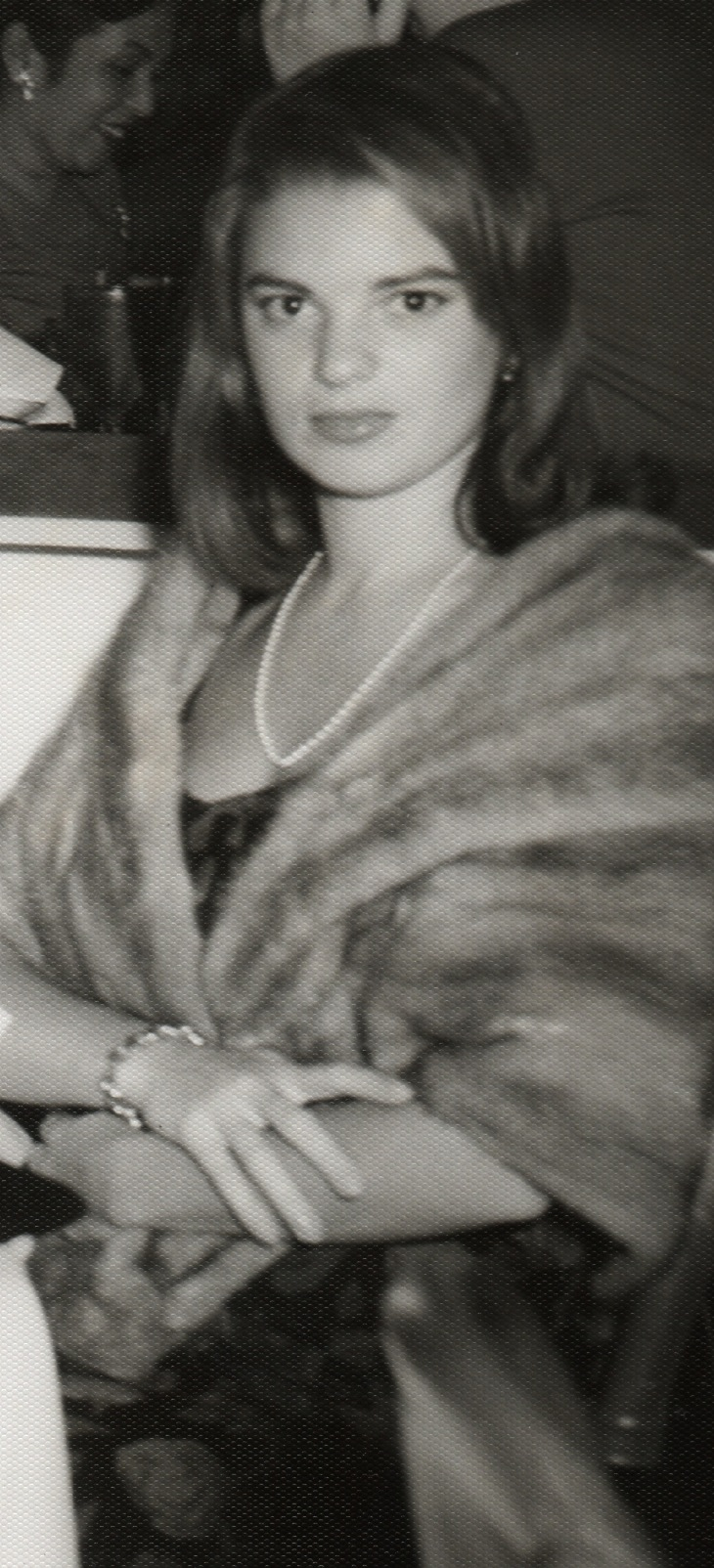
Solange Podellová (1927–2020)

## R
- Micheline Rambaudová (* 1929), filmová režisérka, horolezkyně, fotografka
- Jacqueline Rau (1901–1994), získala známost především díky svým sochařsky pojatým aktům modelovaným umělým světlem
- Claire Renierová (* 1974), historička umění a výtvarná umělkyně
- Bettina Rheims (* 1952), striptérky, akrobati, vtipálci, vycpaná zvířata, také reklama a fotografie ženských aktů, bestseller
- Sophie Ristelhueberová (* 1949), fotografovala dopady války na krajinu a obyvatele
- Emmanuelle Riva (1927–2017), především herečka, ale také známá a publikovaná fotografka
- Thérèse Rivière (1901–1970), etnoložka a fotografka
- Lucie Rocherová (aktivní od 2015), od roku 2013 žije a pracuje v Montrealu, zkoumá vztah mezi křehkostí a konstrukcí těla i architektury a propojuje fotografii se sochařstvím, designem a prostorem
- Alix Cléo Roubaudová (1952–1983), kanadská fotografka a spisovatelka působící ve Francii
- Sandrine Roudeix (* 1974)
- Isabelle Rozenbaumová (* 1960)
- Jeanne Ruffová (1840–1908)
- Axelle de Russé (* 1978)

## S
- Lizzie Sadinová (* 1957)
- Jacqueline Salmonová (* 1943)
- Karine Saporta (* 1950)

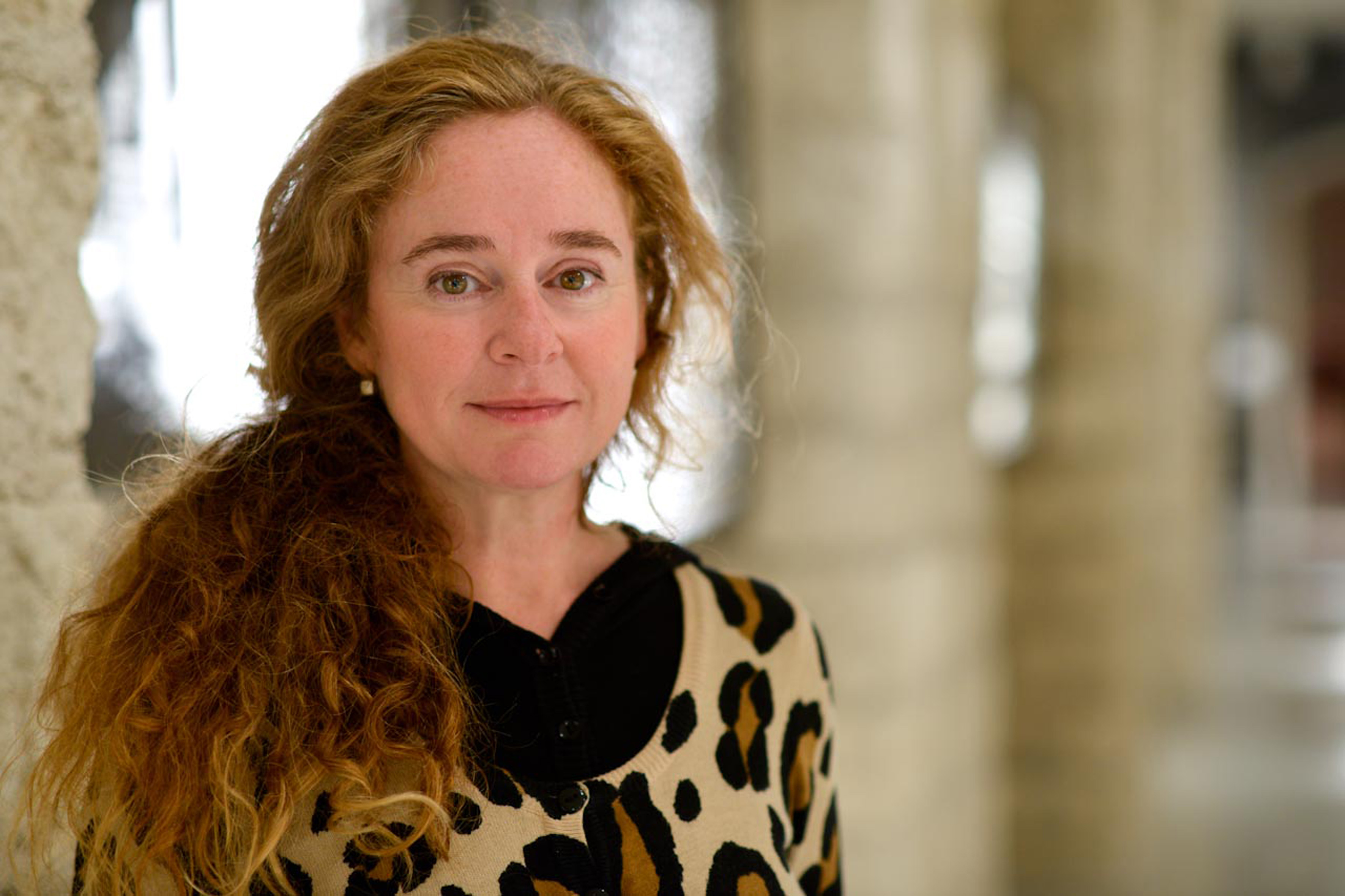
Chantal Stomanová (* 1968), fotografka a režisérka, zkoumá vztah mezi člověkem, jeho intimitou a městským prostředím

- Lise Sarfati (* 1958), obrazy mladých lidí v Rusku a ve Spojených státech
- Françoise Saurová (* 1949)
- Isabelle Schmittová (* 1976)
- Marie-Christine Schrijenová (1941–2024), francouzská fotografka belgického původu
- Stéphane Sednaoui (* 1963), reportáže, portréty, móda
- Sonia Sieff (* 1979), současná francouzská portrétní a novinářská fotografka, dcera fotografa Jeanloupa Sieffa a Barbary Rixové.
- Simone Simonová (aktivní od roku 2004)
- Madeleine de Sinéty (1934–2011)
- Smith (* 1985)
- Stéphanie Solinasová (* 1978)
- Alexandra Sophie (* 1992)
- Marie-Loup Sougezová (1930–2019), fotografka a historička, průkopnická historička fotografie ve Španělsku a autorka zásadního díla pro studium fotografie
- Laetitia Soulier (* 1978), francouzsko-americká multimediální umělkyně a fotografka
- Ré Soupaultová (1901–1996), fotografka, módní návrhářka, spisovatelka a překladatelka
- Vee Speersová (* 1962)
- Christine Spengler (* 1945), fotoreportérka, která se soustředila na oběti války
- Chantal Stomanová (* 1968), fotografka a režisérka, zkoumá vztah mezi člověkem, jeho intimitou a městským prostředím

## T
- Priscilla Telmon (* 1975)
- Virginie Terrasse (* 1976)
- Ariane Thézé (* 1956)
- Gia To (* 1980)
- Nicole Tran Ba Vang (* 1900)
- Yvette Troispoux (1914–2007), fotografovala lidi na společenských akcích
- Angelina Trouillet (1831–1881)
- Éva Truffaut (* 1961)
- Lætitia Tura (* 1978)

## U
- Elene Usdinová (* 1971), fotografka, ilustrátorka a autorka komiksů

## V
- Maria Vachon-Turini (1914–2008)

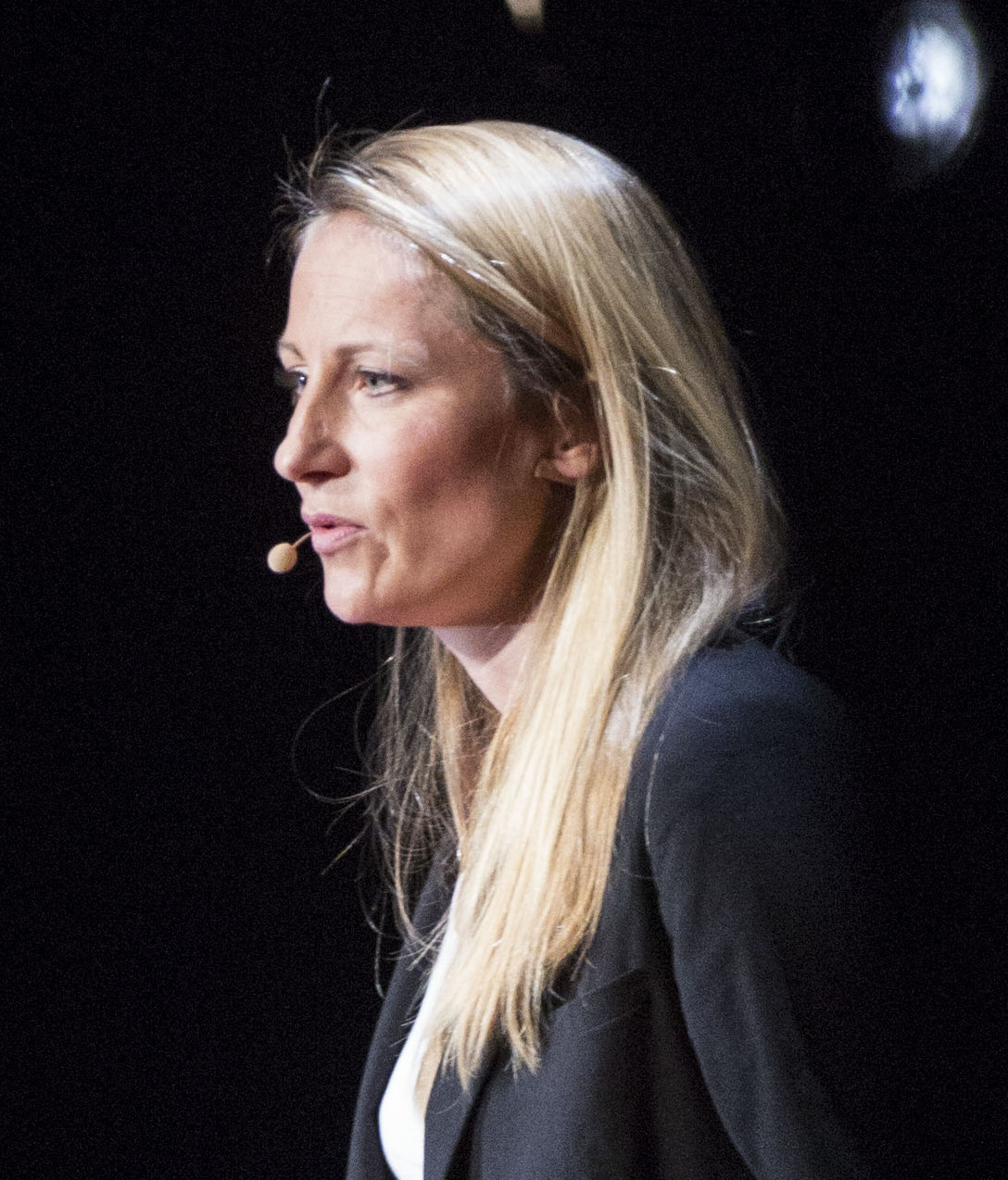
Véronique de Viguerie (* 1978), fotoreportérka, známá zejména díky fotografování poslední afghánské války

- Marie-Claude Vaillant-Couturier (1912–1996), členka francouzského odboje během druhé světové války a fotoreportérka, v roce 1943 deportována do Osvětimi. Válku přežila a později se stala komunistickou političkou, zvolenou do parlamentu během Čtvrté i Páté republiky.
- Aurore Valade (* 1981)
- Marcelle Valletová (1909–2000)
- Bénédicte Van der Maar (* 1968)
- Agnès Varda (1928–2019), filmová režisérka a fotografka, dokumentární realismus, feministické problémy
- Jenny de Vassonová (1872–1920), francouzská portrétní fotografka a průkopnice
- Madame Vaudé-Greenová (1822–1902)
- Véronique de Viguerie (* 1978), fotoreportérka, známá díky fotografování poslední afghánské války
- Yvette Vincentová-Alleaumeová (1927–2011), sochařka a fotografka

## W
- Julie de Waroquier (* 1989)
- Isabelle Weingarten (1950–2020), herečka, modelka a fotografka
- Sabine Weissová (1924–2021), švýcarsko-francouzská fotografka a jedna z nejvýznamnějších představitelek francouzské humanistické fotografie
- Mélanie Wengerová (* 1987), dokumentární fotografka

## Z
- Sophie Zénonová (* 1965), pracuje s fotografiemi, instalacemi, videem i archivními materiály, věnuje se tématům paměti, ztráty a přítomnosti